# Liga a IV-a 2017-2018
Liga a IV-a 2017-2018 a fost cel de-al 76-lea sezon al Ligii a IV-a, al patrulea nivel al sistemului de ligi al fotbalului românesc. Din acest sezon județele au fost împărțite în 7 regiuni, fiecare formată din 6 județe și tragerea la sorți a fost făcută pe 28 februarie 2018, cu 3 luni și jumătate înaintea primelor meciuri.

## Campionate județene
| Nord–Vest - Bihor (BH) - Bistrița-Năsăud (BN) - Cluj (CJ) - Maramureș (MM) - Satu Mare (SM) - Sălaj (SJ) | Nord–Est - Bacău (BC) - Botoșani (BT) - Iași (IS) - Neamț (NT) - Suceava (SV) - Vaslui (VS) | Centru - Alba (AB) - Brașov (BV) - Covasna (CV) - Harghita (HR) - Mureș (MS) - Sibiu (SB) | Vest - Arad (AR) - Caraș-Severin (CS) - Gorj (GJ) - Hunedoara (HD) - Mehedinți (MH) - Timiș (TM) |

| Sud–Vest - Argeș (AG) - Dolj (DJ) - Dâmbovița (DB) - Olt (OT) - Teleorman (TR) - Vâlcea (VL) | Sud - București (B) - Călărași (CL) - Giurgiu (GR) - Ialomița (IL) - Ilfov (IF) - Prahova (PH) | Sud–Est - Brăila (BR) - Buzău (BZ) - Constanța (CT) - Galați (GL) - Tulcea (TL) - Vrancea (VN) |

## Baraj promovare Liga a III-a
Meciurile s-au disputat pe 16, 23 și 30 iunie 2018.
| Echipa 1                  | Scor gen. | Echipa 2                                             | Tur | Retur |
| ------------------------- | --------- | ---------------------------------------------------- | --- | ----- |
| Regiunea 1 (Nord-Est)     |           |                                                      |     |       |
| Avântul Albești (BT)      | 0–2       | (BC) Gauss Bacău \|\|0–1\|\|0–1                      |     |       |
| Victoria Lețcani (IS)     | forfeit   | (NT) Ceahlăul Piatra Neamț \|\|forfeit\|\|forfeit    |     |       |
| Șomuz Fălticeni (SV)      | 6–0       | (VS) Flacăra Muntenii de Sus \|\|5–0\|\|1–0          |     |       |
| Regiunea 2 (Nord-Vest)    |           |                                                      |     |       |
| Minaur Baia Mare (MM)     | 2–0       | (BH) CSC Sânmartin \|\|0–0\|\|2–0                    |     |       |
| Sticla Arieșul Turda (CJ) | 10–2      | (SJ) Unirea Mirșid \|\|6–0\|\|4–2                    |     |       |
| ACS Dumitra (BN)          | forfeit   | (SM) Energia Negrești-Oaș \|\|forfeit\|\|forfeit     |     |       |
| Regiunea 3 (Centru)       |           |                                                      |     |       |
| SR Brașov (BV)            | 3–0       | (CV) Nemere Ghelința \|\|1–0\|\|2–0                  |     |       |
| CS Ocna Mureș (AB)        | forfeit   | (HR) Unirea Cristuru Secuiesc \|\|forfeit\|\|forfeit |     |       |
| MSE Târgu Mureș (MS)      | 3–3       | (SB) Păltiniș Rășinari \|\|2–0\|\|1–3                |     |       |
| Regiunea 4 (Vest)         |           |                                                      |     |       |
| CS Hunedoara (HD)         | 2–2       | (CS) Voința Lupac \|\|0–1\|\|2–1                     |     |       |
| Crișul Chișineu-Criș (AR) | 7–0       | (GJ) Petrolul Bustuchin \|\|4–0\|\|3–0 (forfeit)     |     |       |
| ACS Dumbrăvița (TM)       | 11–0      | (MH) Viitorul Șimian \|\|5–0\|\|6–0                  |     |       |
| Regiunea 5 (Sud-Vest)     |           |                                                      |     |       |
| Flacăra Horezu (VL)       | 9–0       | (TR) Rapid Buzescu \|\|8–0\|\|1–0                    |     |       |
| Unirea Bascov (AG)        | 3–1       | (OT) Vedița Colonești \|\|2–1\|\|1–0                 |     |       |
| Gloria Cornești (DB)      | forfeit   | (DJ) FC U 1948 Craiova \|\|forfeit\|\|forfeit        |     |       |
| Regiunea 6 (Sud)          |           |                                                      |     |       |
| Abatorul Slobozia (IL)    | 3–5       | (IF) CSO Bragadiru \|\|1–1\|\|2–4                    |     |       |
| FC Singureni (GR)         | 1–17      | (B) Rapid București \|\|0–7\|\|1–10                  |     |       |
| Venus Independența (CL)   | 6–2       | (PH) CS Blejoi \|\|5–1\|\|1–1                        |     |       |
| Regiunea 7 (Sud-Est)      |           |                                                      |     |       |
| Sportul Ciorăști (VN)     | 2–5       | (CT) CS Medgidia \|\|2–2\|\|0–3                      |     |       |
| Pescărușul Sarichioi (TL) | 1–8       | (BZ) Gloria Buzău \|\|0–3\|\|1–5                     |     |       |
| CSU Galați (GL)           | 4–7       | (BR) Făurei \|\|0–4\|\|4–3                           |     |       |

## Clasamente

### Alba
| Loc | Echipa                      | MJ | V  | E | Î  | GM | GP | DG  | Pct | Calificare sau retrogradare         |
| --- | --------------------------- | -- | -- | - | -- | -- | -- | --- | --- | ----------------------------------- |
| 1   | Ocna Mureș (C, Q)           | 30 | 21 | 6 | 3  | 82 | 33 | +49 | 69  | Qualification to promotion play-off |
| 2   | Sportul Petrești            | 30 | 21 | 4 | 5  | 81 | 20 | +61 | 67  |                                     |
| 3   | Transalpina Șugag           | 30 | 19 | 3 | 8  | 85 | 40 | +45 | 60  |                                     |
| 4   | Viitorul Sântimbru          | 30 | 17 | 6 | 7  | 57 | 31 | +26 | 57  |                                     |
| 5   | Euro Șpring                 | 30 | 18 | 1 | 11 | 56 | 37 | +19 | 55  |                                     |
| 6   | Viitorul Spicul Daia Romană | 30 | 16 | 4 | 10 | 60 | 41 | +19 | 52  |                                     |
| 7   | Zlatna                      | 30 | 16 | 4 | 10 | 67 | 56 | +11 | 52  |                                     |
| 8   | CIL Blaj                    | 30 | 14 | 7 | 9  | 52 | 39 | +13 | 49  |                                     |
| 9   | Olimpia Aiud                | 30 | 14 | 3 | 13 | 57 | 51 | +6  | 45  |                                     |
| 10  | Fortuna Lunca Mureșului     | 30 | 13 | 6 | 11 | 52 | 49 | +3  | 45  |                                     |
| 11  | Metalu Aiud                 | 30 | 11 | 7 | 12 | 48 | 67 | −19 | 40  |                                     |
| 12  | Energia Săsciori            | 30 | 9  | 7 | 14 | 49 | 65 | −16 | 34  |                                     |
| 13  | Voința Stremț               | 30 | 7  | 3 | 20 | 50 | 75 | −25 | 24  |                                     |
| 14  | Cuprirom Abrud              | 30 | 5  | 6 | 19 | 43 | 98 | −55 | 21  |                                     |
| 15  | Rapid CFR Teiuș (R)         | 29 | 2  | 3 | 24 | 23 | 82 | −59 | 9   | Relegation to Liga V Alba           |
| 16  | Arieșul Apuseni (R)         | 29 | 0  | 2 | 27 | 16 | 94 | −78 | 2   | Relegation to Liga V Alba           |

1. 1 2  Rapid CFR Teiuș and Arieșul Apuseni withdrew from the championship during the winter break and lost all the matches from the second part with 0–3.[3][4]

### Arad
| Loc | Echipa                      | MJ | V  | E | Î  | GM  | GP  | DG   | Pct | Calificare sau retrogradare         |
| --- | --------------------------- | -- | -- | - | -- | --- | --- | ---- | --- | ----------------------------------- |
| 1   | Crișul Chișineu-Criș (C, Q) | 28 | 26 | 1 | 1  | 133 | 10  | +123 | 79  | Qualification to promotion play-off |
| 2   | Unirea Sântana              | 28 | 19 | 5 | 4  | 91  | 32  | +59  | 62  |                                     |
| 3   | Victoria Zăbrani            | 28 | 16 | 7 | 5  | 82  | 33  | +49  | 55  |                                     |
| 4   | Ineu                        | 28 | 16 | 4 | 8  | 78  | 43  | +35  | 52  |                                     |
| 5   | Progresul Pecica            | 28 | 14 | 8 | 6  | 66  | 29  | +37  | 50  |                                     |
| 6   | Păulișana Păuliș            | 28 | 12 | 9 | 7  | 64  | 53  | +11  | 45  |                                     |
| 7   | Socodor                     | 28 | 11 | 6 | 11 | 59  | 53  | +6   | 39  |                                     |
| 8   | Glogovăț                    | 28 | 11 | 5 | 12 | 40  | 41  | −1   | 38  |                                     |
| 9   | Voința Mailat               | 28 | 9  | 6 | 13 | 56  | 77  | −21  | 33  |                                     |
| 10  | Victoria Felnac             | 28 | 9  | 5 | 14 | 38  | 60  | −22  | 32  |                                     |
| 11  | Șoimii Șimand               | 28 | 8  | 4 | 16 | 67  | 88  | −21  | 28  |                                     |
| 12  | UTA Arad II                 | 28 | 6  | 4 | 18 | 69  | 97  | −28  | 22  |                                     |
| 13  | Cetate Săvârșin             | 28 | 6  | 2 | 20 | 42  | 125 | −83  | 20  |                                     |
| 14  | Frontiera Curtici (R)       | 28 | 5  | 3 | 20 | 43  | 87  | −44  | 18  | Relegation to Liga V Arad           |
| 15  | Victoria Nădlac (R)         | 28 | 6  | 3 | 19 | 34  | 134 | −100 | 18  | Relegation to Liga V Arad           |

1. ↑  Victoria Nădlac deducted 3 points.

### Argeș
| Loc | Echipa                   | MJ | V  | E | Î  | GM  | GP  | DG   | Pct | Calificare sau retrogradare         |
| --- | ------------------------ | -- | -- | - | -- | --- | --- | ---- | --- | ----------------------------------- |
| 1   | Unirea Bascov (C, Q)     | 30 | 30 | 0 | 0  | 184 | 15  | +169 | 90  | Qualification to promotion play-off |
| 2   | Victoria Buzoiești       | 30 | 19 | 3 | 8  | 70  | 41  | +29  | 60  |                                     |
| 3   | Mioveni III              | 30 | 18 | 3 | 9  | 99  | 58  | +41  | 57  |                                     |
| 4   | Albota                   | 30 | 17 | 2 | 11 | 94  | 69  | +25  | 53  |                                     |
| 5   | Gloria Berevoești        | 30 | 14 | 5 | 11 | 65  | 53  | +12  | 47  |                                     |
| 6   | Poiana Lacului           | 30 | 14 | 4 | 12 | 95  | 85  | +10  | 46  |                                     |
| 7   | Sporting Pitești         | 30 | 14 | 3 | 13 | 102 | 68  | +34  | 45  |                                     |
| 8   | DLR Pitești              | 30 | 14 | 3 | 13 | 84  | 82  | +2   | 45  |                                     |
| 9   | Inter Câmpulung          | 30 | 12 | 3 | 15 | 46  | 71  | −25  | 39  |                                     |
| 10  | Colibași                 | 30 | 12 | 2 | 16 | 69  | 88  | −19  | 38  |                                     |
| 11  | Basarabi Curtea de Argeș | 30 | 10 | 5 | 15 | 69  | 89  | −20  | 35  |                                     |
| 12  | Viitorul Ștefănești      | 30 | 11 | 2 | 17 | 50  | 83  | −33  | 35  |                                     |
| 13  | Atletic Bradu II (R)     | 30 | 10 | 1 | 19 | 55  | 85  | −30  | 31  | Relegation to Liga V Argeș          |
| 14  | Real Bradu               | 30 | 10 | 0 | 20 | 66  | 147 | −81  | 30  |                                     |
| 15  | Micești (R)              | 30 | 9  | 1 | 20 | 58  | 90  | −32  | 28  | Relegation to Liga V Argeș          |
| 16  | Olimpia Suseni (R)       | 30 | 7  | 1 | 22 | 52  | 134 | −82  | 22  | Relegation to Liga V Argeș          |

1. 1 2  DLR Pitești–Sporting Pitești 1–4; Sporting Pitești –DLR Pitești 3–1.
2. 1 2  Basarabi Curtea de Argeș–Viitorul Ștefănești 1–2; Viitorul Ștefănești –Basarabi Curtea de Argeș 0–5.
3. ↑  Atletic Bradu II withdrew from the championship after 18 rounds and lost all the remaining matches with 0–3.

### Bacău
| Loc | Echipa                    | MJ | V  | E | Î  | GM  | GP  | DG   | Pct | Calificare sau retrogradare         |
| --- | ------------------------- | -- | -- | - | -- | --- | --- | ---- | --- | ----------------------------------- |
| 1   | Gauss Bacău (C, Q)        | 34 | 32 | 2 | 0  | 230 | 30  | +200 | 98  | Qualification to promotion play-off |
| 2   | Viitorul Curița           | 34 | 29 | 3 | 2  | 208 | 22  | +186 | 90  |                                     |
| 3   | CSȘM Bacău                | 34 | 22 | 3 | 9  | 113 | 46  | +67  | 69  |                                     |
| 4   | Vulturul Măgirești        | 34 | 22 | 2 | 10 | 113 | 77  | +36  | 68  |                                     |
| 5   | Voința Gârleni            | 34 | 21 | 3 | 10 | 86  | 49  | +37  | 66  |                                     |
| 6   | Filipești                 | 34 | 18 | 3 | 13 | 91  | 76  | +15  | 57  |                                     |
| 7   | Dinamo Bacău              | 34 | 18 | 2 | 14 | 92  | 78  | +14  | 56  |                                     |
| 8   | Uzu Dărmănești            | 34 | 16 | 7 | 11 | 82  | 74  | +8   | 55  |                                     |
| 9   | Voința Oituz              | 34 | 17 | 4 | 13 | 61  | 63  | −2   | 55  |                                     |
| 10  | Gloria Zemeș              | 34 | 17 | 3 | 14 | 94  | 94  | 0    | 54  |                                     |
| 11  | Moinești                  | 34 | 16 | 3 | 15 | 69  | 73  | −4   | 51  |                                     |
| 12  | Viitorul Nicolae Bălcescu | 34 | 15 | 3 | 16 | 69  | 76  | −7   | 48  |                                     |
| 13  | Negri                     | 34 | 10 | 4 | 20 | 66  | 111 | −45  | 34  |                                     |
| 14  | Măgura Cașin              | 34 | 9  | 3 | 22 | 70  | 124 | −54  | 30  |                                     |
| 15  | Dofteana                  | 34 | 5  | 4 | 25 | 43  | 168 | −125 | 19  |                                     |
| 16  | Aripile Cleja             | 34 | 5  | 2 | 27 | 51  | 156 | −105 | 17  |                                     |
| 17  | Siretul Bacău             | 34 | 4  | 2 | 28 | 37  | 137 | −100 | 14  |                                     |
| 18  | Flamura Roșie Sascut      | 34 | 2  | 3 | 29 | 29  | 150 | −121 | 9   |                                     |

1. 1 2  Uzu Dărmănești–Voința Oituz 2–0; Voința Oituz –Uzu Dărmănești 1–0.

### Bihor
| Loc | Echipa                 | MJ | V  | E | Î  | GM | GP  | DG  | Pct | Calificare sau retrogradare          |
| --- | ---------------------- | -- | -- | - | -- | -- | --- | --- | --- | ------------------------------------ |
| 1   | Sânmartin (C, Q)       | 30 | 24 | 4 | 2  | 97 | 23  | +74 | 76  | Qualification for promotion play-off |
| 2   | Crișul Sântandrei      | 30 | 17 | 6 | 7  | 58 | 32  | +26 | 57  |                                      |
| 3   | Unirea Livada          | 30 | 16 | 5 | 9  | 70 | 36  | +34 | 53  |                                      |
| 4   | Universitatea Oradea   | 30 | 16 | 5 | 9  | 70 | 45  | +25 | 53  |                                      |
| 5   | Dacia Gepiu            | 30 | 16 | 4 | 10 | 75 | 61  | +14 | 52  |                                      |
| 6   | Diosig                 | 30 | 14 | 5 | 11 | 50 | 48  | +2  | 47  |                                      |
| 7   | Oșorhei                | 30 | 13 | 5 | 12 | 69 | 53  | +16 | 44  |                                      |
| 8   | Bihorul Beiuș          | 30 | 13 | 4 | 13 | 40 | 52  | −12 | 43  |                                      |
| 9   | Crișul Aleșd           | 30 | 13 | 3 | 14 | 67 | 75  | −8  | 42  |                                      |
| 10  | Viitorul Borș          | 30 | 12 | 4 | 14 | 67 | 64  | +3  | 40  |                                      |
| 11  | Unirea Valea lui Mihai | 30 | 12 | 2 | 16 | 58 | 67  | −9  | 38  |                                      |
| 12  | Săcueni                | 30 | 12 | 1 | 17 | 50 | 73  | −23 | 37  |                                      |
| 13  | Mădăras                | 30 | 11 | 2 | 17 | 65 | 72  | −7  | 35  |                                      |
| 14  | Ștei                   | 30 | 10 | 4 | 16 | 39 | 59  | −20 | 34  |                                      |
| 15  | Olimpia Salonta (R)    | 30 | 8  | 2 | 20 | 52 | 81  | −29 | 26  | Relegation to Liga V Bihor           |
| 16  | Biharea Vașcău (R)     | 30 | 4  | 2 | 24 | 42 | 128 | −86 | 14  | Relegation to Liga V Bihor           |

1. 1 2  Unirea Livada–Universitatea Oradea 1–1; Universitatea Oradea–Unirea Livada 2–4.

### Bistrița-Năsăud
| Loc | Echipa                   | MJ | V  | E | Î  | GM  | GP  | DG   | Pct | Calificare sau retrogradare          |
| --- | ------------------------ | -- | -- | - | -- | --- | --- | ---- | --- | ------------------------------------ |
| 1   | Dumitra (C, Q)           | 28 | 27 | 0 | 1  | 155 | 22  | +133 | 81  | Qualification to promotion play-off  |
| 2   | Progresul Năsăud         | 28 | 22 | 3 | 3  | 107 | 32  | +75  | 69  |                                      |
| 3   | Atletico Monor           | 28 | 21 | 2 | 5  | 115 | 54  | +61  | 65  |                                      |
| 4   | Heniu Leșu               | 28 | 18 | 2 | 8  | 114 | 46  | +68  | 56  |                                      |
| 5   | Minerul Rodna            | 28 | 16 | 4 | 8  | 84  | 51  | +33  | 52  |                                      |
| 6   | Voința Cetate            | 28 | 13 | 1 | 14 | 94  | 99  | −5   | 40  |                                      |
| 7   | Eciro Forest Telciu      | 28 | 12 | 2 | 14 | 53  | 65  | −12  | 38  |                                      |
| 8   | Academia Gloria Bistrița | 28 | 11 | 4 | 13 | 70  | 81  | −11  | 37  |                                      |
| 9   | Spicul Salva             | 28 | 11 | 4 | 13 | 62  | 85  | −23  | 37  |                                      |
| 10  | Silvicultorul Maieru     | 28 | 12 | 0 | 16 | 92  | 116 | −24  | 36  |                                      |
| 11  | Viitorul Lechința        | 28 | 10 | 2 | 16 | 68  | 106 | −38  | 32  |                                      |
| 12  | Hebe Sângeorz-Băi        | 28 | 9  | 3 | 16 | 47  | 96  | −49  | 30  |                                      |
| 13  | Dinamo Uriu (R)          | 26 | 3  | 4 | 19 | 30  | 76  | −46  | 13  | Relegation to Liga V Bistrița-Năsăud |
| 14  | Voința Livezile (R)      | 26 | 2  | 3 | 21 | 20  | 92  | −72  | 9   | Relegation to Liga V Bistrița-Năsăud |
| 15  | Luceafarul Șieu (R)      | 26 | 2  | 2 | 22 | 19  | 109 | −90  | 8   | Relegation to Liga V Bistrița-Năsăud |

1. ↑  Dinamo Uriu withdrew from the championship after 16 rounds  and lost all remaining matches with 0–3.[11]
2. 1 2  Voința Livezile and Luceafarul Șieu withdrew from the championship after 15 rounds  and lost all remaining matches with 0–3.[12]

### Botoșani
| Loc | Echipa                  | MJ | V  | E | Î  | GM | GP | DG  | Pct | Calificare sau retrogradare         |
| --- | ----------------------- | -- | -- | - | -- | -- | -- | --- | --- | ----------------------------------- |
| 1   | Avântul Albești (C, Q)  | 24 | 22 | 1 | 1  | 83 | 24 | +59 | 67  | Qualification to promotion play-off |
| 2   | TransDor Tudora         | 24 | 17 | 3 | 4  | 82 | 34 | +48 | 51  |                                     |
| 3   | Prosport Vârfu Câmpului | 24 | 16 | 3 | 5  | 63 | 31 | +32 | 51  |                                     |
| 4   | Bucovina Rogojești      | 24 | 12 | 4 | 8  | 67 | 48 | +19 | 40  |                                     |
| 5   | Sportivul Trușești      | 24 | 12 | 3 | 9  | 76 | 56 | +20 | 39  |                                     |
| 6   | Unirea Săveni           | 24 | 8  | 7 | 9  | 45 | 44 | +1  | 31  |                                     |
| 7   | Unirea Curtești         | 24 | 9  | 4 | 11 | 62 | 64 | −2  | 31  |                                     |
| 8   | Bucecea                 | 24 | 8  | 4 | 12 | 39 | 71 | −32 | 28  |                                     |
| 9   | Rapid Ungureni          | 24 | 7  | 6 | 11 | 66 | 63 | +3  | 27  |                                     |
| 10  | Europa Hilișeu          | 24 | 5  | 5 | 14 | 47 | 75 | −28 | 20  |                                     |
| 11  | Flacăra 1907 Flămânzi   | 24 | 6  | 2 | 16 | 54 | 96 | −42 | 20  |                                     |
| 12  | Voința Șendriceni       | 24 | 5  | 4 | 15 | 29 | 63 | −34 | 19  |                                     |
| 13  | Viitorul Blândești (R)  | 24 | 5  | 2 | 17 | 34 | 78 | −44 | 17  | Relegation to Liga V Botoșani       |
| 14  | Viitorul Costești (D)   | 0  | 0  | 0 | 0  | 0  | 0  | 0   | 0   | Excluded                            |

1. ↑  TransDor Tudora deducted 3 points.
2. 1 2  TransDor Tudora–Prosport Vârfu Câmpului 5–1; Prosport Vârfu Câmpului-TransDor Tudora 0–1.
3. 1 2  Unirea Săveni–Unirea Curtești 5–1; Unirea Curtești-Unirea Săveni 2–2.
4. 1 2  Europa Hilișeu–Flacăra 1907 Flămânzi 7–1; Flacăra 1907 Flămânzi-Europa Hilișeu 3–2.
5. ↑  Viitorul Costești withdrew from the championship and all its results were canceled.

### Brașov
| Loc | Echipa                 | MJ | V  | E | Î  | GM  | GP  | DG   | Pct | Calificare sau retrogradare         |
| --- | ---------------------- | -- | -- | - | -- | --- | --- | ---- | --- | ----------------------------------- |
| 1   | SR Brașov (C, Q)       | 30 | 27 | 3 | 0  | 177 | 13  | +164 | 84  | Qualification to promotion play-off |
| 2   | Olimpic Zărnești       | 30 | 25 | 1 | 4  | 142 | 19  | +123 | 76  |                                     |
| 3   | Precizia Săcele        | 30 | 23 | 4 | 3  | 150 | 30  | +120 | 73  |                                     |
| 4   | Inter Tărlungeni       | 30 | 20 | 5 | 5  | 79  | 18  | +61  | 65  |                                     |
| 5   | Inter Cristian         | 30 | 19 | 4 | 7  | 115 | 42  | +73  | 61  |                                     |
| 6   | Chimia Orașul Victoria | 30 | 19 | 0 | 11 | 71  | 56  | +15  | 57  |                                     |
| 7   | Steagu Roșu Brașov     | 30 | 11 | 5 | 14 | 70  | 67  | +3   | 38  |                                     |
| 8   | Aripile Brașov         | 30 | 11 | 4 | 15 | 58  | 77  | −19  | 37  |                                     |
| 9   | Codlea                 | 30 | 11 | 3 | 16 | 52  | 73  | −21  | 36  |                                     |
| 10  | Colțea Brașov          | 30 | 10 | 4 | 16 | 56  | 67  | −11  | 34  |                                     |
| 11  | Carpați Berivoi        | 30 | 10 | 1 | 19 | 53  | 134 | −81  | 31  |                                     |
| 12  | Cetatea Homorod        | 30 | 7  | 5 | 18 | 40  | 106 | −66  | 26  |                                     |
| 13  | Avântul Dumbrăvița     | 30 | 7  | 2 | 21 | 41  | 104 | −63  | 23  |                                     |
| 14  | Olimpic Voila (R)      | 30 | 6  | 2 | 22 | 38  | 125 | −87  | 20  | Relegation to Liga V Brașov         |
| 15  | Voința Hurez (R)       | 30 | 6  | 1 | 23 | 37  | 182 | −145 | 19  | Relegation to Liga V Brașov         |
| 16  | Prietenii Rupea (R)    | 30 | 5  | 2 | 23 | 46  | 112 | −66  | 17  | Relegation to Liga V Brașov         |

### Brăila
| Loc | Echipa                      | MJ | V  | E | Î  | GM | GP  | DG   | Pct | Calificare                             |
| --- | --------------------------- | -- | -- | - | -- | -- | --- | ---- | --- | -------------------------------------- |
| 1   | Viitorul Ianca              | 18 | 14 | 3 | 1  | 69 | 8   | +61  | 45  | Qualification to championship play-off |
| 2   | Făurei                      | 18 | 13 | 3 | 2  | 81 | 16  | +65  | 42  | Qualification to championship play-off |
| 3   | Comunal Cazasu              | 18 | 13 | 1 | 4  | 64 | 26  | +38  | 40  | Qualification to championship play-off |
| 4   | Voința Vișani               | 18 | 11 | 2 | 5  | 68 | 30  | +38  | 35  | Qualification to championship play-off |
| 5   | Viitorul Șuțești            | 18 | 11 | 1 | 6  | 63 | 32  | +31  | 34  | Qualification to championship play-off |
| 6   | Pandurii Tudor Vladimirescu | 18 | 7  | 2 | 9  | 52 | 43  | +9   | 23  | Qualification to championship play-out |
| 7   | Viitorul Însurăței          | 18 | 6  | 2 | 10 | 39 | 45  | −6   | 20  | Qualification to championship play-out |
| 8   | Dunărea Tichilești          | 18 | 3  | 2 | 13 | 34 | 95  | −61  | 11  | Qualification to championship play-out |
| 9   | Gloria Movila Miresii       | 18 | 2  | 1 | 15 | 16 | 82  | −66  | 7   | Qualification to championship play-out |
| 10  | Dacia Unirea Brăila II      | 18 | 1  | 1 | 16 | 21 | 130 | −109 | 4   | Qualification to championship play-out |

#### Championship play-off
The teams started the championship play-off with half of the points accumulated in the regular season.
| Loc | Echipa           | MJ | V | E | Î | GM | GP | DG  | Pct | Calificare                          |
| --- | ---------------- | -- | - | - | - | -- | -- | --- | --- | ----------------------------------- |
| 1   | Făurei (C, Q)    | 8  | 7 | 1 | 0 | 26 | 5  | +21 | 43  | Qualification to promotion play-off |
| 2   | Viitorul Ianca   | 8  | 4 | 1 | 3 | 20 | 13 | +7  | 36  |                                     |
| 3   | Comunal Cazasu   | 8  | 2 | 1 | 5 | 11 | 33 | −22 | 27  |                                     |
| 4   | Voința Vișani    | 8  | 2 | 2 | 4 | 23 | 20 | +3  | 26  |                                     |
| 5   | Viitorul Șuțești | 8  | 2 | 1 | 5 | 12 | 21 | −9  | 24  |                                     |

#### Championship play-out
The teams started the championship play-out with half of the points accumulated in the regular season.
| Loc | Echipa                      | MJ | V | E | Î | GM | GP | DG  | Pct | Retrogradare                |
| --- | --------------------------- | -- | - | - | - | -- | -- | --- | --- | --------------------------- |
| 6   | Pandurii Tudor Vladimirescu | 8  | 6 | 2 | 0 | 28 | 11 | +17 | 32  |                             |
| 7   | Dunărea Tichilești          | 8  | 5 | 1 | 2 | 36 | 15 | +21 | 22  |                             |
| 8   | Viitorul Însurăței          | 8  | 4 | 0 | 4 | 19 | 38 | −19 | 22  |                             |
| 9   | Gloria Movila Miresii (R)   | 8  | 3 | 1 | 4 | 16 | 17 | −1  | 14  | Relegation to Liga V Brăila |
| 10  | Dacia Unirea Brăila II (R)  | 8  | 0 | 0 | 8 | 12 | 30 | −18 | 2   | Relegation to Liga V Brăila |

### București

#### Regular season
| Loc | Echipa                         | MJ | V  | E | Î  | GM  | GP  | DG   | Pct | Calificare sau retrogradare            |
| --- | ------------------------------ | -- | -- | - | -- | --- | --- | ---- | --- | -------------------------------------- |
| 1   | Academia Rapid București (Q)   | 28 | 25 | 2 | 1  | 154 | 12  | +142 | 77  | Qualification to championship play-off |
| 2   | Steaua București (Q)           | 28 | 23 | 4 | 1  | 154 | 9   | +145 | 73  | Qualification to championship play-off |
| 3   | Tricolor București (Q)         | 28 | 21 | 1 | 6  | 101 | 55  | +46  | 64  | Qualification to championship play-off |
| 4   | CS FC Dinamo București (Q)     | 28 | 18 | 4 | 6  | 77  | 45  | +32  | 58  | Qualification to championship play-off |
| 5   | Carmen București               | 28 | 18 | 1 | 9  | 88  | 42  | +46  | 55  |                                        |
| 6   | Asalt București                | 28 | 17 | 2 | 9  | 105 | 53  | +52  | 53  |                                        |
| 7   | Comprest GIM București         | 28 | 14 | 4 | 10 | 80  | 46  | +34  | 46  |                                        |
| 8   | AFC Rapid București            | 28 | 13 | 2 | 13 | 80  | 65  | +15  | 41  |                                        |
| 9   | Metaloglobus București II      | 28 | 10 | 2 | 16 | 59  | 63  | −4   | 32  |                                        |
| 10  | Victoria București             | 28 | 8  | 2 | 18 | 55  | 114 | −59  | 26  |                                        |
| 11  | Termo București                | 28 | 7  | 4 | 17 | 57  | 112 | −55  | 25  |                                        |
| 12  | Progresul Spartac București II | 28 | 6  | 2 | 20 | 50  | 83  | −33  | 20  |                                        |
| 13  | Progresul 2005 București       | 28 | 6  | 2 | 20 | 71  | 162 | −91  | 17  |                                        |
| 14  | Romprim București              | 28 | 3  | 4 | 21 | 54  | 144 | −90  | 13  |                                        |
| 15  | Venus București (R)            | 28 | 3  | 0 | 25 | 34  | 214 | −180 | 9   | Relegation to Liga V Bucharest         |
| 16  | Sportul Studențesc (R)         | 0  | 0  | 0 | 0  | 0   | 0   | 0    | 0   | Withdrew                               |

1. ↑  Progresul 2005 București deducted 3 points.
2. ↑  Sportul Studențesc withdrew before the start of the championship.

#### Championship play-off
The championship play-off played in a single round-robin tournament between the best four teams of the regular season. The teams started the play-off with the following points: 1st place – 3 points, 2nd place – 2 points, 3rd place – 1 point, 4th place – 0 points.
| Loc | Echipa                          | MJ | V | E | Î | GM | GP | DG  | Pct | Calificare                          |
| --- | ------------------------------- | -- | - | - | - | -- | -- | --- | --- | ----------------------------------- |
| 1   | Academia Rapid București (C, Q) | 3  | 3 | 0 | 0 | 10 | 0  | +10 | 12  | Qualification to promotion play-off |
| 2   | Steaua București                | 3  | 1 | 1 | 1 | 7  | 3  | +4  | 6   |                                     |
| 3   | CS FC Dinamo București          | 3  | 0 | 2 | 1 | 3  | 7  | −4  | 2   |                                     |
| 4   | Tricolor București              | 3  | 0 | 1 | 2 | 2  | 12 | −10 | 2   |                                     |

### Buzău
| Loc | Echipa                       | MJ | V  | E | Î  | GM  | GP  | DG   | Pct | Calificare sau retrogradare          |
| --- | ---------------------------- | -- | -- | - | -- | --- | --- | ---- | --- | ------------------------------------ |
| 1   | SCM Gloria Buzău (C, Q)      | 30 | 25 | 5 | 0  | 144 | 13  | +131 | 80  | Qualification to promotion play-off  |
| 2   | Team Săgeata                 | 30 | 23 | 6 | 1  | 94  | 20  | +74  | 75  |                                      |
| 3   | Voința Lanurile              | 30 | 22 | 4 | 4  | 107 | 34  | +73  | 70  |                                      |
| 4   | Locomotiva Buzău             | 29 | 17 | 5 | 7  | 96  | 52  | +44  | 56  |                                      |
| 5   | Montana Pătârlagele          | 30 | 16 | 6 | 8  | 85  | 52  | +33  | 54  |                                      |
| 6   | Balta Albă                   | 30 | 14 | 4 | 12 | 68  | 59  | +9   | 46  |                                      |
| 7   | Recolta Sălcioara            | 30 | 13 | 6 | 11 | 53  | 52  | +1   | 45  |                                      |
| 8   | Avântul Zărnești             | 30 | 14 | 3 | 13 | 94  | 79  | +15  | 45  |                                      |
| 9   | Tricolorul Gălbinași         | 30 | 12 | 3 | 15 | 72  | 86  | −14  | 39  |                                      |
| 10  | Înfrățirea Zoița             | 30 | 10 | 4 | 16 | 56  | 72  | −16  | 34  |                                      |
| 11  | Petrolul Berca               | 30 | 9  | 4 | 17 | 62  | 110 | −48  | 31  |                                      |
| 12  | Diadema Gherăseni            | 29 | 8  | 4 | 17 | 47  | 100 | −53  | 28  |                                      |
| 13  | Viitorul 08 Vernești         | 30 | 7  | 4 | 19 | 54  | 104 | −50  | 25  |                                      |
| 14  | Olimpia Râmnicu Sărat II (O) | 30 | 8  | 1 | 21 | 54  | 100 | −46  | 25  | Qualification to relegation play-off |
| 15  | Șoimii Siriu (R)             | 30 | 6  | 5 | 19 | 65  | 128 | −63  | 23  | Qualification to relegation play-off |
| 16  | Victoria Boboc (R)           | 30 | 3  | 0 | 27 | 16  | 106 | −90  | 9   | Relegation to Liga V Buzău           |

1. 1 2  Avântul Zărnești–Recolta Sălcioara 3–1; Recolta Sălcioara–Avântul Zărnești 3–0
2. 1 2  Olimpia Râmnicu Sărat II–Viitorul 08 Vernești 3–2; Viitorul 08 Vernești–Olimpia Râmnicu Sărat II 5–2

#### Relegation play-off
The 14th and 15th-placed teams of Liga IV Buzău faces the 2nd-placed teams in the two series of Liga V Buzău.
| Echipa 1                 | Scor | Echipa 2         |
| ------------------------ | ---- | ---------------- |
| Olimpia Râmnicu Sărat II | 4–3  | Pescărușul Luciu |
| Vintileanca              | 1–0  | Șoimii Siriu     |

### Caraș-Severin
| Loc | Echipa                      | MJ | V  | E | Î  | GM  | GP | DG   | Pct | Calificare sau retrogradare         |
| --- | --------------------------- | -- | -- | - | -- | --- | -- | ---- | --- | ----------------------------------- |
| 1   | Voința Lupac (C, Q)         | 22 | 21 | 1 | 0  | 113 | 8  | +105 | 64  | Qualification to promotion play-off |
| 2   | Viitorul Caransebeș         | 22 | 18 | 1 | 3  | 121 | 26 | +95  | 55  |                                     |
| 3   | Oravița                     | 22 | 12 | 3 | 7  | 57  | 45 | +12  | 39  |                                     |
| 4   | Moldova Nouă                | 22 | 10 | 5 | 7  | 49  | 41 | +8   | 35  |                                     |
| 5   | Croația Clocotici           | 22 | 9  | 4 | 9  | 58  | 66 | −8   | 31  |                                     |
| 6   | Metalul Bocșa               | 22 | 9  | 2 | 11 | 47  | 60 | −13  | 29  |                                     |
| 7   | Anina                       | 22 | 9  | 1 | 12 | 38  | 81 | −43  | 28  |                                     |
| 8   | Rapid Buchin                | 22 | 8  | 3 | 11 | 51  | 56 | −5   | 27  |                                     |
| 9   | Nera Bozovici               | 22 | 8  | 2 | 12 | 44  | 78 | −34  | 26  |                                     |
| 10  | Berzasca                    | 22 | 7  | 3 | 12 | 41  | 52 | −11  | 24  |                                     |
| 11  | Foresta Armeniș             | 22 | 4  | 1 | 17 | 41  | 96 | −55  | 13  |                                     |
| 12  | Steaua Dunării Pojejena (R) | 22 | 3  | 2 | 17 | 17  | 68 | −51  | 11  | Relegation to Liga V Caraș-Severin  |
| 13  | Agmonia Zăvoi (R)           | 0  | 0  | 0 | 0  | 0   | 0  | 0    | 0   | Excluded                            |

1. ↑  Steaua Dunării Pojejena withdrew from the championship and lost all the remaining matches with 0–3.[22]
2. ↑  Agmonia Zăvoi withdrew from the championship and all its results were canceled.

### Călărași
| Loc | Echipa                    | MJ | V  | E | Î  | GM  | GP  | DG   | Pct | Calificare sau retrogradare         |
| --- | ------------------------- | -- | -- | - | -- | --- | --- | ---- | --- | ----------------------------------- |
| 1   | Venus Independența (C, Q) | 30 | 28 | 2 | 0  | 136 | 29  | +107 | 86  | Qualification to promotion play-off |
| 2   | Dunărea Ciocănești        | 30 | 25 | 2 | 3  | 106 | 36  | +70  | 77  |                                     |
| 3   | Mostiștea Ulmu            | 30 | 22 | 4 | 4  | 126 | 27  | +99  | 70  |                                     |
| 4   | Victoria Chirnogi         | 30 | 19 | 3 | 8  | 99  | 47  | +52  | 60  |                                     |
| 5   | Roseți                    | 30 | 17 | 4 | 9  | 84  | 66  | +18  | 55  |                                     |
| 6   | Unirea Mânăstirea         | 30 | 16 | 2 | 12 | 85  | 57  | +28  | 50  |                                     |
| 7   | Tricolorul Jegălia        | 30 | 11 | 3 | 16 | 58  | 68  | −10  | 36  |                                     |
| 8   | Dunărea Grădiștea         | 30 | 10 | 6 | 14 | 63  | 72  | −9   | 36  |                                     |
| 9   | Victoria Lehliu           | 30 | 11 | 2 | 17 | 91  | 82  | +9   | 35  |                                     |
| 10  | Steaua Radovanu           | 30 | 9  | 4 | 17 | 45  | 80  | −35  | 31  |                                     |
| 11  | Zarea Cuza Vodă           | 30 | 9  | 4 | 17 | 54  | 99  | −45  | 31  |                                     |
| 12  | Spicul Vâlcelele          | 30 | 9  | 2 | 19 | 65  | 108 | −43  | 29  |                                     |
| 13  | Partizan Crivăț           | 30 | 8  | 3 | 19 | 54  | 123 | −69  | 27  |                                     |
| 14  | Viitorul Curcani          | 30 | 8  | 2 | 20 | 47  | 99  | −52  | 26  |                                     |
| 15  | Unirea Dragalina          | 30 | 8  | 2 | 20 | 43  | 110 | −67  | 26  | Spared from relegation              |
| 16  | Progresul Fundulea        | 30 | 6  | 3 | 21 | 43  | 96  | −53  | 21  | Spared from relegation              |

1. 1 2  Tricolorul Jegălia–Dunărea Grădiștea 1–2; Dunărea Grădiștea–Tricolorul Jegălia 2–4
2. 1 2  Steaua Radovanu–Zarea Cuza Vodă 1–2; Zarea Cuza Vodă–Steaua Radovanu 1–3
3. 1 2  Unirea Dragalina–Viitorul Curcani 3–2; Viitorul Curcani–Unirea Dragalina 2–1

### Cluj
| Loc | Echipa                                   | MJ | V  | E | Î  | GM  | GP  | DG   | Pct | Calificare sau retrogradare              |
| --- | ---------------------------------------- | -- | -- | - | -- | --- | --- | ---- | --- | ---------------------------------------- |
| 1   | Sticla Arieșul Turda (C, Q)              | 30 | 27 | 3 | 0  | 175 | 22  | +153 | 84  | Qualification for the promotion play-off |
| 2   | Florești                                 | 30 | 21 | 6 | 3  | 103 | 32  | +71  | 69  |                                          |
| 3   | Atletic Olimpia Gherla                   | 30 | 20 | 4 | 6  | 83  | 25  | +58  | 64  |                                          |
| 4   | Unirea Tritenii de Jos                   | 30 | 19 | 3 | 8  | 85  | 52  | +33  | 60  |                                          |
| 5   | Arieșul Mihai Viteazu                    | 30 | 18 | 4 | 8  | 97  | 48  | +49  | 58  |                                          |
| 6   | Unirea Iclod                             | 30 | 18 | 2 | 10 | 108 | 47  | +61  | 56  |                                          |
| 7   | Universitatea Cluj II                    | 30 | 17 | 4 | 9  | 114 | 52  | +62  | 55  |                                          |
| 8   | Sporting Apahida                         | 30 | 16 | 6 | 8  | 62  | 44  | +18  | 54  |                                          |
| 9   | CSM Câmpia Turzii                        | 30 | 13 | 2 | 15 | 74  | 71  | +3   | 41  |                                          |
| 10  | Vulturul Mintiu Gherlii                  | 30 | 12 | 2 | 16 | 67  | 100 | −33  | 38  |                                          |
| 11  | Viile Dejului                            | 30 | 7  | 5 | 18 | 51  | 103 | −52  | 26  |                                          |
| 12  | Someșul Gilău                            | 30 | 6  | 7 | 17 | 66  | 97  | −31  | 25  |                                          |
| 13  | Armenopolis Gherla                       | 30 | 5  | 8 | 17 | 61  | 100 | −39  | 23  |                                          |
| 14  | CFR Dej                                  | 30 | 4  | 5 | 21 | 35  | 132 | −97  | 17  |                                          |
| 15  | Viitorul Feleacu (R)                     | 30 | 3  | 4 | 23 | 58  | 162 | −104 | 13  | Relegation to Liga V Cluj                |
| 16  | Viitorul Mihai Georgescu Cluj-Napoca (R) | 30 | 0  | 3 | 27 | 17  | 169 | −152 | 3   | Withdrew                                 |

1. ↑  Viitorul Mihai Georgescu Cluj-Napoca withdrew from the championship after twenty-two rounds and lost all the remaining matches with 0–3.

### Constanța
| Loc | Echipa                     | MJ | V  | E | Î  | GM  | GP  | DG   | Pct | Calificare sau retrogradare         |
| --- | -------------------------- | -- | -- | - | -- | --- | --- | ---- | --- | ----------------------------------- |
| 1   | Medgidia (C, Q)            | 30 | 27 | 2 | 1  | 143 | 28  | +115 | 83  | Qualification to promotion play-off |
| 2   | Viitorul Fântânele         | 30 | 25 | 3 | 2  | 124 | 39  | +85  | 78  |                                     |
| 3   | Năvodari                   | 30 | 22 | 2 | 6  | 108 | 32  | +76  | 68  |                                     |
| 4   | Gloria Băneasa             | 29 | 17 | 4 | 8  | 102 | 51  | +51  | 55  |                                     |
| 5   | Ovidiu                     | 30 | 16 | 2 | 12 | 79  | 77  | +2   | 50  |                                     |
| 6   | Sparta Techirghiol         | 30 | 14 | 4 | 12 | 92  | 69  | +23  | 46  |                                     |
| 7   | Agigea                     | 30 | 14 | 3 | 13 | 62  | 60  | +2   | 45  |                                     |
| 8   | Mihail Kogălniceanu        | 30 | 14 | 3 | 13 | 84  | 93  | −9   | 45  |                                     |
| 9   | Gloria Albești             | 30 | 14 | 1 | 15 | 71  | 71  | 0    | 43  |                                     |
| 10  | Lipnița-Carvăn             | 30 | 13 | 2 | 15 | 90  | 96  | −6   | 41  |                                     |
| 11  | Eforie                     | 30 | 10 | 7 | 13 | 77  | 82  | −5   | 37  |                                     |
| 12  | Portul Constanța           | 29 | 10 | 5 | 14 | 73  | 69  | +4   | 35  |                                     |
| 13  | Farul Tuzla                | 30 | 10 | 3 | 17 | 73  | 79  | −6   | 33  |                                     |
| 14  | Știința ACALAB Poarta Albă | 30 | 5  | 5 | 20 | 50  | 103 | −53  | 20  |                                     |
| 15  | Unirea Topraisar (R)       | 30 | 3  | 1 | 26 | 31  | 142 | −111 | 10  | Relegation to Liga V Constanța      |
| 16  | Voința Valu lui Traian (R) | 30 | 1  | 1 | 28 | 30  | 198 | −168 | 4   | Relegation to Liga V Constanța      |

1. 1 2  Agigea–Mihail Kogălniceanu 5–0; Mihail Kogălniceanu–Agigea 1–1.

### Covasna
| Loc | Echipa                 | MJ | V  | E | Î  | GM | GP  | DG  | Pct | Calificare sau retrogradare         |
| --- | ---------------------- | -- | -- | - | -- | -- | --- | --- | --- | ----------------------------------- |
| 1   | Nemere Ghelința (C, Q) | 28 | 22 | 4 | 2  | 94 | 23  | +71 | 70  | Qualification to promotion play-off |
| 2   | Păpăuți                | 28 | 20 | 5 | 3  | 73 | 28  | +45 | 65  |                                     |
| 3   | Stăruința Zagon        | 28 | 19 | 5 | 4  | 90 | 29  | +61 | 62  |                                     |
| 4   | Harghita Aita Mare     | 28 | 18 | 4 | 6  | 71 | 34  | +37 | 58  |                                     |
| 5   | Prima Brăduț           | 28 | 17 | 6 | 5  | 77 | 28  | +49 | 57  |                                     |
| 6   | Baraolt                | 28 | 12 | 2 | 14 | 56 | 64  | −8  | 38  |                                     |
| 7   | Avântul Ilieni         | 28 | 11 | 4 | 13 | 49 | 57  | −8  | 37  |                                     |
| 8   | Cernat                 | 28 | 10 | 5 | 13 | 48 | 78  | −30 | 35  |                                     |
| 9   | Dozsa Dalnic           | 28 | 9  | 6 | 13 | 56 | 69  | −13 | 33  |                                     |
| 10  | Covasna                | 28 | 8  | 7 | 13 | 49 | 51  | −2  | 31  |                                     |
| 11  | Reci                   | 28 | 6  | 9 | 13 | 40 | 63  | −23 | 27  |                                     |
| 12  | Perkö Sânzieni         | 28 | 6  | 5 | 17 | 34 | 69  | −35 | 23  |                                     |
| 13  | Ojdula                 | 28 | 7  | 1 | 20 | 40 | 69  | −29 | 22  |                                     |
| 14  | Brețcu                 | 28 | 6  | 2 | 20 | 38 | 93  | −55 | 20  |                                     |
| 15  | BSE Belin (R)          | 28 | 6  | 1 | 21 | 42 | 102 | −60 | 19  | Relegation to Liga V Covasna        |
| 16  | Venus Ozun (D)         | 0  | 0  | 0 | 0  | 0  | 0   | 0   | 0   | Withdrew                            |

1. ↑  Venus Ozun withdrew in the first part of the season and all its results were canceled.

### Dâmbovița
| Loc | Echipa                    | MJ | V  | E | Î  | GM  | GP  | DG   | Pct | Calificare sau retrogradare         |
| --- | ------------------------- | -- | -- | - | -- | --- | --- | ---- | --- | ----------------------------------- |
| 1   | Gloria Cornești (C, Q)    | 34 | 31 | 2 | 1  | 189 | 30  | +159 | 95  | Qualification to promotion play-off |
| 2   | Recolta Gura Șuții        | 34 | 30 | 1 | 3  | 134 | 38  | +96  | 91  |                                     |
| 3   | Unirea Ungureni           | 34 | 24 | 2 | 8  | 101 | 51  | +50  | 74  |                                     |
| 4   | Roberto Ziduri            | 34 | 21 | 4 | 9  | 97  | 70  | +27  | 67  |                                     |
| 5   | Voința Perșinari          | 34 | 18 | 4 | 12 | 107 | 69  | +38  | 58  |                                     |
| 6   | Unirea Bucșani            | 34 | 18 | 3 | 13 | 115 | 70  | +45  | 57  |                                     |
| 7   | Olimpicii Ulmi            | 34 | 17 | 2 | 15 | 112 | 70  | +42  | 53  |                                     |
| 8   | CSM Fieni                 | 34 | 15 | 6 | 13 | 97  | 92  | +5   | 51  |                                     |
| 9   | Brezoaele                 | 34 | 14 | 2 | 18 | 90  | 91  | −1   | 44  |                                     |
| 10  | Unirea Colibași           | 34 | 12 | 4 | 18 | 67  | 76  | −9   | 40  |                                     |
| 11  | Luceafărul Dragomirești   | 34 | 12 | 4 | 18 | 82  | 101 | −19  | 40  |                                     |
| 12  | Petrolul Târgoviște       | 34 | 12 | 2 | 20 | 72  | 92  | −20  | 38  |                                     |
| 13  | Coada Izvorului           | 34 | 11 | 5 | 18 | 72  | 113 | −41  | 38  |                                     |
| 14  | Progresul Mătăsaru        | 34 | 11 | 2 | 21 | 71  | 121 | −50  | 35  |                                     |
| 15  | Viitorul I.L. Caragiale   | 34 | 11 | 2 | 21 | 48  | 106 | −58  | 35  |                                     |
| 16  | Spic de Grâu Ghimpați (R) | 34 | 11 | 0 | 23 | 66  | 95  | −29  | 33  | Relegation to Liga V Dâmbovița      |
| 17  | Flacara Zăvoiu (R)        | 34 | 8  | 2 | 24 | 63  | 151 | −88  | 26  | Relegation to Liga V Dâmbovița      |
| 18  | Bradul Moroeni (R)        | 34 | 5  | 3 | 26 | 43  | 190 | −147 | 18  | Relegation to Liga V Dâmbovița      |

### Dolj
| Loc | Echipa                   | MJ | V  | E | Î  | GM  | GP  | DG   | Pct | Calificare sau retrogradare            |
| --- | ------------------------ | -- | -- | - | -- | --- | --- | ---- | --- | -------------------------------------- |
| 1   | FC U Craiova 1948        | 26 | 26 | 0 | 0  | 145 | 21  | +124 | 78  | Qualification to championship play-off |
| 2   | Jiul Podari              | 26 | 19 | 3 | 4  | 72  | 32  | +40  | 60  | Qualification to championship play-off |
| 3   | Dunărea Calafat          | 26 | 17 | 4 | 5  | 73  | 32  | +41  | 55  | Qualification to championship play-off |
| 4   | Știința Danubius Bechet  | 26 | 17 | 2 | 7  | 63  | 46  | +17  | 53  | Qualification to championship play-off |
| 5   | Viitorul Cârcea          | 26 | 15 | 4 | 7  | 82  | 54  | +28  | 49  | Qualification to League cup            |
| 6   | Metropolitan Ișalnița    | 26 | 14 | 1 | 11 | 67  | 54  | +13  | 43  | Qualification to League cup            |
| 7   | Tractorul Cetate         | 26 | 11 | 3 | 12 | 61  | 69  | −8   | 36  | Qualification to League cup            |
| 8   | Progresul Segarcea       | 26 | 11 | 2 | 13 | 70  | 68  | +2   | 35  | Qualification to League cup            |
| 9   | Unirea Tricolor Dăbuleni | 26 | 9  | 3 | 14 | 63  | 79  | −16  | 30  | Qualification to League cup            |
| 10  | Progresul Băilești (R)   | 26 | 7  | 4 | 15 | 34  | 49  | −15  | 25  | Relegation to Liga V Dolj              |
| 11  | Flacăra Moțăței          | 26 | 7  | 1 | 18 | 36  | 76  | −40  | 22  | Qualification to League cup            |
| 12  | Victoria Plenița         | 26 | 6  | 1 | 19 | 45  | 93  | −48  | 19  | Qualification to League cup            |
| 13  | Recolta Ostroveni        | 26 | 6  | 1 | 19 | 52  | 104 | −52  | 19  | Qualification to League cup            |
| 14  | Ajax Dobrotești (R)      | 26 | 2  | 1 | 23 | 20  | 106 | −86  | 7   | Relegation to Liga V Dolj              |

1. ↑  Progresul Băilești withdrew from the championship after seventeen rounds and lost all the remaining matches with 0–3.[30]

#### Championship play-off
At the end of the regular season, the first four teams will play a Championship play-off and the winners crowned as county champions and qualify to the promotion play-off to Liga III. The teams will start the play-off with the number of points gained in the regular season only against the other qualified teams.
| Loc | Echipa                   | MJ | V  | E | Î | GM | GP | DG  | Pct | Calificare sau retrogradare          |
| --- | ------------------------ | -- | -- | - | - | -- | -- | --- | --- | ------------------------------------ |
| 1   | FC U Craiova 1948 (C, Q) | 12 | 12 | 0 | 0 | 54 | 7  | +47 | 36  | Qualification for promotion play-off |
| 2   | Dunărea Calafat          | 12 | 4  | 1 | 7 | 17 | 27 | −10 | 13  |                                      |
| 3   | Jiul Podari              | 12 | 3  | 2 | 7 | 19 | 28 | −9  | 11  |                                      |
| 4   | Știința Danubius Bechet  | 12 | 2  | 3 | 7 | 15 | 43 | −28 | 9   |                                      |

#### League Cup
The teams which was ranked 5th to 12th places in the regular season played in the League Cup to establish the final standings. In the League Cup, each tie was played on a home-and-away two-legged basis. If tied on aggregate, the away goals rule was used.

##### First round
First Leg: 5 and 6 May. 
Second Leg: 11 and 12 May.
| Recolta Ostroveni        | 2–11 | Viitorul Cârcea \|\|2–5\|\|0–9       |
| Unirea Tricolor Dăbuleni | 9–3  | Progresul Segarcea \|\|7–2\|\|2–1    |
| Flacăra Moțăței          | 0–7  | Tractorul Cetate \|\|0–4\|\|0–3      |
| Victoria Plenița         | 1–5  | Metropolitan Ișalnița \|\|1–4\|\|0–1 |

##### Second round
First Leg: 19 May. 
Second Leg: 26 May.

###### 5-8 places
| Unirea Tricolor Dăbuleni | 2–8 | Viitorul Cârcea \|\|1–1\|\|1–6       |
| Tractorul Cetate         | 4–4 | Metropolitan Ișalnița \|\|4–3\|\|0–1 |

###### 9-12 places
| Recolta Ostroveni | 5–9 | Progresul Segarcea \|\|4–4\|\|1–5 |
| Victoria Plenița  | 7–6 | Flacăra Moțăței \|\|5–3\|\|2–3    |

##### Third round
First Leg: 2 June. 
Second Leg: 8 and 10 June.

###### 5-6 places
| Metropolitan Ișalnița | 2–5 | Viitorul Cârcea \|\|1–2\|\|1–3 |

###### 7-8 places
| Unirea Tricolor Dăbuleni | 16–6 | Tractorul Cetate \|\|8–1\|\|8–5 |

###### 9-10 places
| Progresul Segarcea | 8–7 | Victoria Plenița \|\|5–3\|\|3–4 |

###### 11-12 places
| Recolta Ostroveni | 6–4 | Flacăra Moțăței \|\|6–1\|\|0–3 |

### Galați
| Loc | Echipa                   | MJ | V  | E | Î  | GM  | GP  | DG   | Pct | Calificare sau retrogradare         |
| --- | ------------------------ | -- | -- | - | -- | --- | --- | ---- | --- | ----------------------------------- |
| 1   | CSU Galați (C, Q)        | 24 | 21 | 1 | 2  | 116 | 16  | +100 | 64  | Qualification to promotion play-off |
| 2   | Zimbrul Slobozia Conachi | 24 | 20 | 1 | 3  | 131 | 32  | +99  | 61  |                                     |
| 3   | Gloria Ivești            | 24 | 18 | 2 | 4  | 71  | 18  | +53  | 56  |                                     |
| 4   | Unirea Braniștea         | 24 | 16 | 4 | 4  | 71  | 38  | +33  | 52  |                                     |
| 5   | Agrostar Tulucești       | 24 | 13 | 2 | 9  | 64  | 58  | +6   | 41  |                                     |
| 6   | Viitorul Umbrărești      | 24 | 9  | 4 | 11 | 59  | 56  | +3   | 31  |                                     |
| 7   | Victoria Independența    | 24 | 8  | 4 | 12 | 37  | 80  | −43  | 28  |                                     |
| 8   | Muncitorul Ghidigeni     | 24 | 8  | 2 | 14 | 55  | 65  | −10  | 26  |                                     |
| 9   | Quantum Club Galați      | 24 | 8  | 2 | 14 | 46  | 73  | −27  | 26  |                                     |
| 10  | Avântul Drăgănești       | 24 | 6  | 2 | 16 | 38  | 74  | −36  | 20  |                                     |
| 11  | Avântul Vânători         | 24 | 6  | 2 | 16 | 39  | 92  | −53  | 20  |                                     |
| 12  | Viitorul Costache Negri  | 24 | 6  | 0 | 18 | 44  | 100 | −56  | 18  |                                     |
| 13  | Juventus Toflea          | 24 | 3  | 2 | 19 | 39  | 108 | −69  | 11  | Relegation to Liga V Galați         |

### Giurgiu

#### South Series
| Loc | Echipa                       | MJ | V  | E | Î  | GM  | GP  | DG   | Pct | Calificare sau retrogradare            |
| --- | ---------------------------- | -- | -- | - | -- | --- | --- | ---- | --- | -------------------------------------- |
| 1   | Energia Remuș (Q)            | 26 | 23 | 1 | 2  | 108 | 34  | +74  | 70  | Qualification to championship play-off |
| 2   | Dunărea Giurgiu (Q)          | 26 | 22 | 2 | 2  | 137 | 29  | +108 | 68  | Qualification to championship play-off |
| 3   | Mihai Bravu                  | 26 | 17 | 3 | 6  | 91  | 49  | +42  | 54  |                                        |
| 4   | Victoria Adunații-Copăceni   | 26 | 17 | 2 | 7  | 98  | 43  | +55  | 53  |                                        |
| 5   | Giganții Vărăști             | 26 | 16 | 1 | 9  | 80  | 59  | +21  | 49  |                                        |
| 6   | Pro Giurgiu                  | 26 | 13 | 3 | 10 | 68  | 52  | +16  | 42  |                                        |
| 7   | Real Colibași                | 26 | 13 | 2 | 11 | 65  | 76  | −11  | 41  |                                        |
| 8   | Spicul Izvoru                | 26 | 10 | 3 | 13 | 50  | 77  | −27  | 33  |                                        |
| 9   | Unirea Izvoarele             | 26 | 10 | 2 | 14 | 57  | 77  | −20  | 32  |                                        |
| 10  | Voința Slobozia              | 26 | 8  | 2 | 16 | 52  | 78  | −26  | 26  |                                        |
| 11  | Dunărea Oinacu               | 26 | 7  | 3 | 16 | 41  | 65  | −24  | 24  |                                        |
| 12  | Viitorul Vedea               | 26 | 7  | 2 | 17 | 51  | 102 | −51  | 23  |                                        |
| 13  | Unirea Frătești              | 26 | 3  | 1 | 22 | 52  | 122 | −70  | 10  |                                        |
| 14  | Mihai Viteazul Călugăreni    | 26 | 2  | 1 | 23 | 26  | 113 | −87  | 2   |                                        |
| 15  | Progresul Valea Dragului (D) | 0  | 0  | 0 | 0  | 0   | 0   | 0    | 0   | Withdrew                               |
| 16  | Prundu (D)                   | 0  | 0  | 0 | 0  | 0   | 0   | 0    | 0   | Withdrew                               |

1. ↑  Mihai Viteazul Călugăreni deducted 5 points.
2. ↑  Progresul Valea Dragului withdrew after 6 rounds and all its results were canceled.
3. ↑  Prundu withdrew after 2 rounds and all its results were canceled.

#### North Series
| Loc | Echipa                 | MJ | V  | E | Î  | GM  | GP  | DG  | Pct | Calificare sau retrogradare            |
| --- | ---------------------- | -- | -- | - | -- | --- | --- | --- | --- | -------------------------------------- |
| 1   | Argeșul Mihăilești (Q) | 26 | 22 | 1 | 3  | 113 | 24  | +89 | 67  | Qualification to championship play-off |
| 2   | Singureni (Q)          | 26 | 20 | 5 | 1  | 109 | 32  | +77 | 65  | Qualification to championship play-off |
| 3   | Avântul Florești       | 26 | 20 | 1 | 5  | 72  | 30  | +42 | 61  |                                        |
| 4   | Bolintin Malu Spart    | 26 | 18 | 4 | 4  | 82  | 33  | +49 | 58  |                                        |
| 5   | Unirea Vânătorii Mici  | 26 | 14 | 3 | 9  | 59  | 45  | +14 | 45  |                                        |
| 6   | Bolintin-Deal          | 26 | 12 | 3 | 11 | 68  | 79  | −11 | 39  |                                        |
| 7   | Petrolul Roata de Jos  | 26 | 10 | 2 | 14 | 52  | 62  | −10 | 32  |                                        |
| 8   | Unirea Cosoba          | 26 | 8  | 6 | 12 | 32  | 56  | −24 | 30  |                                        |
| 9   | Iepurești              | 26 | 10 | 0 | 16 | 49  | 85  | −36 | 30  |                                        |
| 10  | Zmeii Ogrezeni         | 26 | 9  | 1 | 16 | 61  | 74  | −13 | 28  |                                        |
| 11  | Silver Inter Zorile    | 26 | 6  | 2 | 18 | 64  | 101 | −37 | 17  |                                        |
| 12  | Luceafărul Trestieni   | 26 | 4  | 4 | 18 | 51  | 81  | −30 | 16  |                                        |
| 13  | Unirea Joița           | 26 | 6  | 3 | 17 | 40  | 85  | −45 | 16  |                                        |
| 14  | Viitorul Tântava       | 26 | 4  | 3 | 19 | 37  | 102 | −65 | 15  |                                        |
| 15  | Olimpia Mârșa (D)      | 0  | 0  | 0 | 0  | 0   | 0   | 0   | 0   | Withdrew                               |
| 16  | Voința Podișor (D)     | 0  | 0  | 0 | 0  | 0   | 0   | 0   | 0   | Withdrew                               |

1. ↑  Silver Inter Zorile deducted 3 points.
2. ↑  Unirea Joița deducted 5 points.
3. ↑  Olimpia Mârșa withdrew after 7 rounds and all its results were canceled.
4. ↑  Voința Podișor withdrew after 5 rounds and all its results were canceled.

#### Championship play-off
The championship play-off played between the best two ranked teams in each series of the regular season. All matches were played at Comunal Stadium in Bolintin-Deal on 5 and 7 June 2018, the semifinals and 10 June 2018, the final.

##### Semi-finals
| Echipa 1           | Scor | Echipa 2        |
| ------------------ | ---- | --------------- |
| Energia Remuș      | 1–3  | Singureni       |
| Argeșul Mihăilești | 4–3  | Dunărea Giurgiu |

##### Final
| Echipa 1  | Scor | Echipa 2           |
| --------- | ---- | ------------------ |
| Singureni | 3–1  | Argeșul Mihăilești |

Singureni won the 2017–18 Liga IV Giurgiu County and qualify to promotion play-off in Liga III.

### Gorj
| Loc | Echipa                    | MJ | V  | E | Î  | GM  | GP  | DG   | Pct | Calificare sau retrogradare         |
| --- | ------------------------- | -- | -- | - | -- | --- | --- | ---- | --- | ----------------------------------- |
| 1   | Petrolul Bustuchin (C, Q) | 30 | 28 | 2 | 0  | 128 | 9   | +119 | 86  | Qualification to promotion play-off |
| 2   | Știința Turceni           | 30 | 24 | 3 | 3  | 121 | 23  | +98  | 75  |                                     |
| 3   | Vulturii Fărcășești       | 30 | 19 | 3 | 8  | 79  | 62  | +17  | 60  |                                     |
| 4   | Petrolul Țicleni          | 30 | 17 | 5 | 8  | 71  | 43  | +28  | 56  |                                     |
| 5   | Gilortul Târgu Cărbunești | 30 | 16 | 5 | 9  | 88  | 50  | +38  | 53  |                                     |
| 6   | Jiul Rovinari             | 30 | 15 | 8 | 7  | 66  | 41  | +25  | 53  |                                     |
| 7   | Parângul Bumbești-Jiu     | 30 | 16 | 4 | 10 | 80  | 57  | +23  | 52  |                                     |
| 8   | Novaci                    | 30 | 15 | 4 | 11 | 61  | 41  | +20  | 49  |                                     |
| 9   | Unirea Crușeț             | 30 | 12 | 4 | 14 | 64  | 63  | +1   | 40  |                                     |
| 10  | Minerul II Mătăsari       | 30 | 11 | 4 | 15 | 47  | 83  | −36  | 37  |                                     |
| 11  | Energetica Tismana        | 30 | 8  | 2 | 20 | 47  | 81  | −34  | 26  |                                     |
| 12  | Stejari                   | 30 | 7  | 4 | 19 | 41  | 103 | −62  | 25  |                                     |
| 13  | Avântul Baia de Fier      | 30 | 7  | 3 | 20 | 41  | 93  | −52  | 24  |                                     |
| 14  | Viitorul Negomir          | 30 | 7  | 2 | 21 | 47  | 108 | −61  | 23  |                                     |
| 15  | Știința Hurezani          | 30 | 4  | 5 | 21 | 51  | 109 | −58  | 17  |                                     |
| 16  | Petrolul Stoina           | 30 | 3  | 4 | 23 | 33  | 99  | −66  | 13  |                                     |

### Harghita County
| Loc | Echipa                          | MJ | V  | E | Î  | GM | GP | DG  | Pct | Calificare sau retrogradare         |
| --- | ------------------------------- | -- | -- | - | -- | -- | -- | --- | --- | ----------------------------------- |
| 1   | Unirea Cristuru Secuiesc (C, Q) | 24 | 19 | 1 | 4  | 89 | 25 | +64 | 58  | Qualification to promotion play-off |
| 2   | Minerul Bălan                   | 24 | 16 | 2 | 6  | 66 | 32 | +34 | 50  |                                     |
| 3   | Pro Mureșul Toplița             | 24 | 14 | 1 | 9  | 78 | 42 | +36 | 43  |                                     |
| 4   | Gheorgheni                      | 24 | 10 | 1 | 13 | 56 | 74 | −18 | 31  |                                     |
| 5   | Roseal Odorheiu Secuiesc        | 24 | 7  | 5 | 12 | 41 | 75 | −34 | 26  |                                     |
| 6   | Homorod Merești                 | 24 | 5  | 3 | 16 | 37 | 77 | −40 | 18  |                                     |
| 7   | Bastya Lăzarea                  | 24 | 4  | 5 | 15 | 36 | 78 | −42 | 17  |                                     |
| 8   | Tulgheș (D)                     | 0  | 0  | 0 | 0  | 0  | 0  | 0   | 0   | Excluded                            |

### Hunedoara
| Loc | Echipa                      | MJ | V  | E | Î  | GM  | GP  | DG   | Pct | Calificare sau retrogradare         |
| --- | --------------------------- | -- | -- | - | -- | --- | --- | ---- | --- | ----------------------------------- |
| 1   | Hunedoara (C, Q)            | 28 | 25 | 2 | 1  | 141 | 18  | +123 | 77  | Qualification to promotion play-off |
| 2   | Inter Petrila               | 28 | 21 | 2 | 5  | 112 | 28  | +84  | 65  |                                     |
| 3   | Victoria Călan              | 28 | 18 | 3 | 7  | 57  | 47  | +10  | 57  |                                     |
| 4   | Șoimul Băița                | 28 | 15 | 9 | 4  | 73  | 31  | +42  | 54  |                                     |
| 5   | Gloria Geoagiu              | 28 | 16 | 2 | 10 | 63  | 31  | +32  | 50  |                                     |
| 6   | Hercules Lupeni             | 28 | 14 | 6 | 8  | 93  | 40  | +53  | 48  |                                     |
| 7   | Aurul Brad                  | 28 | 13 | 4 | 11 | 64  | 47  | +17  | 43  |                                     |
| 8   | Dacia Orăștie               | 28 | 13 | 2 | 13 | 61  | 56  | +5   | 41  |                                     |
| 9   | CSM Vulcan                  | 28 | 12 | 5 | 11 | 46  | 48  | −2   | 41  |                                     |
| 10  | Retezatul Hațeg             | 28 | 13 | 1 | 14 | 61  | 74  | −13  | 40  |                                     |
| 11  | Aurul Certej                | 28 | 9  | 4 | 15 | 46  | 80  | −34  | 31  |                                     |
| 12  | Jiul Petroșani              | 28 | 6  | 4 | 18 | 33  | 85  | −52  | 22  |                                     |
| 13  | Minerul Uricani             | 28 | 5  | 1 | 22 | 29  | 125 | −96  | 16  |                                     |
| 14  | Universitatea Petroșani (R) | 28 | 4  | 2 | 22 | 25  | 96  | −71  | 14  | Relegation to Liga V Hunedoara      |
| 15  | Cetate Deva II (R)          | 28 | 1  | 3 | 24 | 24  | 122 | −98  | 6   | Relegation to Liga V Hunedoara      |

1. 1 2  Dacia–Vulcan 4–0; Vulcan–Dacia 2–0.

### Ialomița
| Loc | Echipa                   | MJ | V  | E | Î  | GM  | GP  | DG   | Pct | Calificare sau retrogradare         |
| --- | ------------------------ | -- | -- | - | -- | --- | --- | ---- | --- | ----------------------------------- |
| 1   | Abatorul Slobozia (C, Q) | 30 | 25 | 1 | 4  | 123 | 27  | +96  | 76  | Qualification to promotion play-off |
| 2   | Recolta Gheorghe Doja    | 30 | 23 | 3 | 4  | 115 | 49  | +66  | 72  |                                     |
| 3   | Viitorul Axintele        | 30 | 18 | 7 | 5  | 91  | 44  | +47  | 61  |                                     |
| 4   | Victoria Munteni-Buzău   | 30 | 18 | 4 | 8  | 79  | 48  | +31  | 58  |                                     |
| 5   | Urziceni                 | 30 | 15 | 5 | 10 | 75  | 45  | +30  | 50  |                                     |
| 6   | Bărăganul Ciulnița       | 30 | 14 | 6 | 10 | 78  | 60  | +18  | 48  |                                     |
| 7   | Recolta Gheorghe Lazăr   | 30 | 14 | 4 | 12 | 75  | 85  | −10  | 46  |                                     |
| 8   | Victoria Țăndărei        | 30 | 14 | 2 | 14 | 59  | 56  | +3   | 44  |                                     |
| 9   | Secunda Adâncata         | 30 | 13 | 4 | 13 | 65  | 55  | +10  | 43  |                                     |
| 10  | Unirea Ion Roată         | 30 | 14 | 3 | 13 | 87  | 76  | +11  | 42  |                                     |
| 11  | Amara                    | 30 | 10 | 9 | 11 | 63  | 61  | +2   | 38  |                                     |
| 12  | Spartacus Iazu           | 30 | 9  | 3 | 18 | 83  | 107 | −24  | 30  |                                     |
| 13  | Olimpia Rădulești        | 30 | 9  | 1 | 20 | 66  | 115 | −49  | 22  |                                     |
| 14  | Rapid Fetești (R)        | 30 | 6  | 3 | 21 | 34  | 81  | −47  | 21  | Relegation to Liga V Ialomița       |
| 15  | Unirea Scânteia          | 30 | 5  | 3 | 22 | 72  | 154 | −82  | 18  | Spared from relegation              |
| 16  | Spicul Colilia (R)       | 30 | 3  | 2 | 25 | 48  | 150 | −102 | 5   | Relegation to Liga V Ialomița       |

1. ↑  Unirea Ion Roată deducted 3 points.
2. ↑  Amara deducted 1 point.
3. 1 2  Olimpia Rădulești and Spicul Colilia were deducted 6 points.
4. ↑  Rapid Fetești withdrew after fifteen rounds, lost all the matches from the second part with 0–3 and relegated.[49]

### Iași
| Loc | Echipa                  | MJ | V  | E | Î  | GM  | GP  | DG  | Pct | Calificare sau retrogradare         |
| --- | ----------------------- | -- | -- | - | -- | --- | --- | --- | --- | ----------------------------------- |
| 1   | Victoria Lețcani (C, Q) | 30 | 27 | 2 | 1  | 114 | 22  | +92 | 83  | Qualification to promotion play-off |
| 2   | Unirea Mircești         | 30 | 24 | 4 | 2  | 112 | 15  | +97 | 76  |                                     |
| 3   | Unirea Ruginoasa        | 30 | 21 | 7 | 2  | 95  | 29  | +66 | 70  |                                     |
| 4   | Flacăra Erbiceni        | 30 | 18 | 6 | 6  | 81  | 48  | +33 | 60  |                                     |
| 5   | Unirea Scânteia         | 30 | 14 | 3 | 13 | 53  | 61  | −8  | 45  |                                     |
| 6   | Tomești                 | 30 | 14 | 2 | 14 | 49  | 46  | +3  | 44  |                                     |
| 7   | Steaua Magică Iași      | 30 | 13 | 4 | 13 | 58  | 56  | +2  | 43  |                                     |
| 8   | Gloria Bălțați          | 30 | 13 | 3 | 14 | 58  | 56  | +2  | 42  |                                     |
| 9   | Stejarul Sinești        | 30 | 11 | 6 | 13 | 49  | 55  | −6  | 39  |                                     |
| 10  | Viitorul Hârlau         | 30 | 12 | 3 | 15 | 45  | 54  | −9  | 39  |                                     |
| 11  | Moldova Cristești       | 30 | 11 | 5 | 14 | 64  | 64  | 0   | 38  |                                     |
| 12  | Stejarul Bârnova        | 30 | 11 | 4 | 15 | 62  | 79  | −17 | 37  |                                     |
| 13  | Ciurea                  | 30 | 10 | 2 | 18 | 57  | 89  | −32 | 32  |                                     |
| 14  | Viitorul Lungani (R)    | 30 | 6  | 4 | 20 | 30  | 80  | −50 | 22  | Relegation to Liga V Iași           |
| 15  | Voința Moțca (R)        | 30 | 4  | 1 | 25 | 35  | 119 | −84 | 13  | Relegation to Liga V Iași           |
| 16  | Gloria Balș (R)         | 30 | 2  | 2 | 26 | 16  | 105 | −89 | 8   | Relegation to Liga V Iași           |

1. 1 2  Viitorul Hârlau–Stejarul Sinești 2–0; Stejarul Sinești–Viitorul Hârlau 2–0.

### Ilfov

#### Seria 1
| Loc | Echipa                   | MJ | V  | E | Î  | GM | GP | DG  | Pct | Calificare sau retrogradare         |
| --- | ------------------------ | -- | -- | - | -- | -- | -- | --- | --- | ----------------------------------- |
| 1   | Bragadiru (Q)            | 20 | 16 | 4 | 0  | 79 | 22 | +57 | 52  | Qualification to championship final |
| 2   | Voluntari III            | 20 | 15 | 2 | 3  | 86 | 28 | +58 | 47  |                                     |
| 3   | Viitorul Berceni         | 20 | 14 | 1 | 5  | 65 | 46 | +19 | 43  |                                     |
| 4   | Athletico Floreasca      | 20 | 13 | 2 | 5  | 79 | 39 | +40 | 41  |                                     |
| 5   | Ciorogârla               | 20 | 9  | 4 | 7  | 40 | 41 | −1  | 31  |                                     |
| 6   | Periș                    | 20 | 8  | 1 | 11 | 52 | 50 | +2  | 25  |                                     |
| 7   | Unirea Dobroești         | 20 | 7  | 4 | 9  | 47 | 54 | −7  | 25  |                                     |
| 8   | Măgurele                 | 20 | 4  | 4 | 12 | 45 | 72 | −27 | 16  |                                     |
| 9   | Voința Buftea (R)        | 20 | 4  | 2 | 14 | 37 | 78 | −41 | 14  | Relegation to Liga V Ilfov          |
| 10  | Metalplast Jilava (R)    | 20 | 3  | 3 | 14 | 35 | 73 | −38 | 12  | Relegation to Liga V Ilfov          |
| 11  | Viitorul Domnești II (R) | 20 | 3  | 1 | 16 | 27 | 89 | −62 | 10  | Relegation to Liga V Ilfov          |

1. 1 2  Unirea Dobroești–Periș 0–3; Periș–Unirea Dobroești 7–1.

#### Seria 2
| Loc | Echipa                     | MJ | V  | E | Î  | GM | GP | DG  | Pct | Calificare sau retrogradare         |
| --- | -------------------------- | -- | -- | - | -- | -- | -- | --- | --- | ----------------------------------- |
| 1   | Viitorul Pantelimon (Q)    | 20 | 15 | 4 | 1  | 61 | 23 | +38 | 49  | Qualification to championship final |
| 2   | Cornetu                    | 20 | 15 | 2 | 3  | 58 | 16 | +42 | 47  |                                     |
| 3   | Viitorul Dragomirești-Vale | 20 | 15 | 1 | 4  | 89 | 42 | +47 | 46  |                                     |
| 4   | Pescărușul Grădiștea       | 20 | 13 | 2 | 5  | 86 | 40 | +46 | 41  |                                     |
| 5   | Vulturii Pasărea           | 20 | 11 | 2 | 7  | 66 | 46 | +20 | 35  |                                     |
| 6   | Viitorul Petrăchioaia      | 20 | 10 | 0 | 10 | 41 | 43 | −2  | 30  |                                     |
| 7   | Gloria Islaz               | 20 | 8  | 2 | 10 | 60 | 65 | −5  | 26  |                                     |
| 8   | Speranța Săbăreni (R)      | 20 | 6  | 1 | 13 | 36 | 56 | −20 | 19  | Relegation to Liga V Ilfov          |
| 9   | Gloria Buriaș (R)          | 20 | 3  | 2 | 15 | 37 | 96 | −59 | 11  | Relegation to Liga V Ilfov          |
| 10  | Viitorul Găneasa (R)       | 20 | 3  | 0 | 17 | 41 | 99 | −58 | 9   | Relegation to Liga V Ilfov          |
| 11  | Frăția București (R)       | 20 | 2  | 2 | 16 | 21 | 70 | −49 | 8   | Relegation to Liga V Ilfov          |
| 12  | Dărăști (D)                | 0  | 0  | 0 | 0  | 0  | 0  | 0   | 0   | Excluded                            |

1. ↑  Dărăști did not show up in the first two rounds and was excluded from the championship.

#### Championship final
The Championship final played between the winners of the two series.
| Viitorul Pantelimon | 0–6 | Bragadiru \|\|0–1\|\|0–5 |

Bragadiru won the 2017–18 Liga IV Ilfov County and qualify to promotion play-off in Liga III.

### Maramureș

#### South Series
| Loc | Echipa                   | MJ | V  | E | Î  | GM  | GP  | DG  | Pct | Calificare                          |
| --- | ------------------------ | -- | -- | - | -- | --- | --- | --- | --- | ----------------------------------- |
| 1   | Minaur Baia Mare (Q)     | 20 | 18 | 1 | 1  | 106 | 10  | +96 | 55  | Qualification to championship final |
| 2   | Fărcașa                  | 20 | 15 | 2 | 3  | 64  | 33  | +31 | 47  |                                     |
| 3   | Lăpușul Târgu Lăpuș      | 20 | 14 | 4 | 2  | 84  | 16  | +68 | 46  |                                     |
| 4   | Progresul Șomcuta Mare   | 20 | 13 | 4 | 3  | 77  | 38  | +39 | 43  |                                     |
| 5   | Viitorul Ulmeni          | 20 | 9  | 1 | 10 | 37  | 48  | −11 | 28  |                                     |
| 6   | Progresul Dumbrăvița     | 20 | 7  | 3 | 10 | 39  | 47  | −8  | 24  |                                     |
| 7   | Suciu de Sus             | 20 | 7  | 2 | 11 | 35  | 51  | −16 | 23  |                                     |
| 8   | Bradul Groșii Țibleșului | 20 | 6  | 1 | 13 | 36  | 56  | −20 | 19  |                                     |
| 9   | Unirea Șișești           | 20 | 5  | 1 | 14 | 26  | 69  | −43 | 16  |                                     |
| 10  | Comuna Satulung          | 20 | 4  | 1 | 15 | 27  | 79  | −52 | 13  |                                     |
| 11  | Seini                    | 20 | 2  | 0 | 18 | 21  | 105 | −84 | 6   |                                     |

#### North Series
| Loc | Echipa                    | MJ | V  | E | Î  | GM  | GP  | DG   | Pct | Calificare                          |
| --- | ------------------------- | -- | -- | - | -- | --- | --- | ---- | --- | ----------------------------------- |
| 1   | Bradul Vișeu de Sus (Q)   | 20 | 17 | 3 | 0  | 90  | 11  | +79  | 54  | Qualification to championship final |
| 2   | Recolta Săliștea de Sus   | 20 | 14 | 1 | 5  | 80  | 45  | +35  | 43  |                                     |
| 3   | Avântul Bârsana           | 20 | 13 | 2 | 5  | 104 | 50  | +54  | 41  |                                     |
| 4   | Zorile Moisei             | 20 | 11 | 6 | 3  | 48  | 28  | +20  | 39  |                                     |
| 5   | Plimob Sighetu Marmației  | 20 | 12 | 2 | 6  | 63  | 49  | +14  | 38  |                                     |
| 6   | Remeți                    | 20 | 6  | 5 | 9  | 42  | 54  | −12  | 23  |                                     |
| 7   | Foresta Câmpulung la Tisa | 20 | 6  | 3 | 11 | 37  | 62  | −25  | 21  |                                     |
| 8   | Metalul Bogdan Vodă       | 20 | 5  | 5 | 10 | 34  | 58  | −24  | 20  |                                     |
| 9   | Iza Dragomirești          | 20 | 4  | 5 | 11 | 46  | 65  | −19  | 17  |                                     |
| 10  | Salina Ocna Șugatag       | 20 | 4  | 4 | 12 | 33  | 53  | −20  | 16  |                                     |
| 11  | Luceafărul Strâmtura      | 20 | 0  | 0 | 20 | 17  | 119 | −102 | 0   |                                     |

#### Championship final
The championship final was played between the winners of the two series on 10 and 16 June 2018.
| Echipa 1            | Scor gen. | Echipa 2         | Tur | Retur |
| ------------------- | --------- | ---------------- | --- | ----- |
| Bradul Vișeu de Sus | 0–11      | Minaur Baia Mare | 0–4 | 0–7   |

Minaur Baia Mare won the 2017–18 Liga IV Maramureș County and qualify to promotion play-off in Liga III.

### Mehedinți
| Loc | Echipa           | MJ | V  | E | Î  | GM | GP | DG  | Pct | Calificare sau retrogradare            |
| --- | ---------------- | -- | -- | - | -- | -- | -- | --- | --- | -------------------------------------- |
| 1   | Recolta Dănceu   | 18 | 16 | 1 | 1  | 81 | 21 | +60 | 49  | Qualification to championship play-off |
| 2   | Viitorul Șimian  | 18 | 16 | 0 | 2  | 72 | 14 | +58 | 48  | Qualification to championship play-off |
| 3   | Strehaia         | 18 | 14 | 2 | 2  | 63 | 18 | +45 | 44  | Qualification to championship play-off |
| 4   | Dierna Orșova    | 18 | 10 | 1 | 7  | 48 | 35 | +13 | 31  | Qualification to championship play-off |
| 5   | Viitorul Cujmir  | 18 | 9  | 1 | 8  | 45 | 39 | +6  | 28  | Qualification to championship play-out |
| 6   | Dunărea Pristol  | 18 | 6  | 3 | 9  | 31 | 44 | −13 | 21  | Qualification to championship play-out |
| 7   | Real Vânju Mare  | 18 | 5  | 1 | 12 | 23 | 52 | −29 | 16  | Qualification to championship play-out |
| 8   | Inter Salcia     | 18 | 3  | 2 | 13 | 20 | 74 | −54 | 11  | Qualification to championship play-out |
| 9   | Decebal Eșelnița | 18 | 2  | 4 | 12 | 26 | 73 | −47 | 10  | Qualification to championship play-out |
| 10  | Corcova (D)      | 18 | 1  | 1 | 16 | 12 | 51 | −39 | 4   | Excluded                               |

1. ↑  Corcova was excluded from the championship after ten rounds and lost all remaining matches with 0–3.

#### Championship play-off
| Loc | Echipa                 | MJ | V | E | Î | GM | GP | DG  | Pct | Calificare                          |
| --- | ---------------------- | -- | - | - | - | -- | -- | --- | --- | ----------------------------------- |
| 1   | Viitorul Șimian (C, Q) | 6  | 3 | 3 | 0 | 20 | 5  | +15 | 36  | Qualification to promotion play-off |
| 2   | Recolta Dănceu         | 6  | 3 | 1 | 2 | 11 | 10 | +1  | 35  |                                     |
| 3   | Strehaia               | 6  | 3 | 2 | 1 | 8  | 6  | +2  | 33  |                                     |
| 4   | Dierna Orșova          | 6  | 0 | 0 | 6 | 4  | 22 | −18 | 16  |                                     |

#### Championship play-out
| Loc | Echipa           | MJ | V | E | Î | GM | GP | DG  | Pct |
| --- | ---------------- | -- | - | - | - | -- | -- | --- | --- |
| 5   | Real Vânju Mare  | 8  | 5 | 1 | 2 | 27 | 17 | +10 | 24  |
| 6   | Viitorul Cujmir  | 8  | 3 | 0 | 5 | 15 | 25 | −10 | 23  |
| 7   | Dunărea Pristol  | 8  | 3 | 1 | 4 | 22 | 21 | +1  | 21  |
| 8   | Inter Salcia     | 8  | 4 | 0 | 4 | 18 | 17 | +1  | 18  |
| 9   | Decebal Eșelnița | 8  | 4 | 0 | 4 | 20 | 22 | −2  | 17  |

### Mureș
| Loc | Echipa                       | MJ | V  | E | Î  | GM  | GP  | DG   | Pct | Calificare sau retrogradare         |
| --- | ---------------------------- | -- | -- | - | -- | --- | --- | ---- | --- | ----------------------------------- |
| 1   | MSE 08 Târgu Mureș (C, Q)    | 28 | 23 | 4 | 1  | 139 | 27  | +112 | 73  | Qualification to promotion play-off |
| 2   | Mureșul Luduș                | 28 | 22 | 3 | 3  | 94  | 26  | +68  | 69  |                                     |
| 3   | Mureșul Rușii-Munți          | 28 | 22 | 2 | 4  | 108 | 32  | +76  | 68  |                                     |
| 4   | Sovata                       | 28 | 20 | 2 | 6  | 82  | 44  | +38  | 62  |                                     |
| 5   | Atletic Târgu Mureș          | 28 | 14 | 5 | 9  | 81  | 45  | +36  | 47  |                                     |
| 6   | Gaz Metan Târgu Mureș        | 28 | 14 | 5 | 9  | 68  | 52  | +16  | 47  |                                     |
| 7   | Miercurea Nirajului          | 28 | 13 | 4 | 11 | 76  | 59  | +17  | 43  |                                     |
| 8   | Viitorul Ungheni             | 28 | 11 | 5 | 12 | 79  | 80  | −1   | 38  |                                     |
| 9   | Rază de Soare Acățari        | 28 | 9  | 6 | 13 | 46  | 51  | −5   | 33  |                                     |
| 10  | Unirea Tricolor Târnăveni    | 28 | 9  | 4 | 15 | 59  | 87  | −28  | 31  |                                     |
| 11  | Mureșul Nazna                | 28 | 7  | 3 | 18 | 45  | 96  | −51  | 24  |                                     |
| 12  | Mureșul Cuci                 | 28 | 7  | 2 | 19 | 57  | 103 | −46  | 23  |                                     |
| 13  | Sărmașu                      | 28 | 5  | 4 | 19 | 42  | 113 | −71  | 19  |                                     |
| 14  | Gaz Metan Daneș              | 28 | 4  | 3 | 21 | 37  | 129 | −92  | 15  |                                     |
| 15  | Avântul Miheșu de Câmpie (R) | 28 | 4  | 0 | 24 | 22  | 91  | −69  | 12  | Relegation to Liga V Mureș          |

### Neamț
| Loc | Echipa                    | MJ | V  | E | Î  | GM | GP | DG  | Pct | Calificare                             |
| --- | ------------------------- | -- | -- | - | -- | -- | -- | --- | --- | -------------------------------------- |
| 1   | Ceahlăul Piatra Neamț (Q) | 16 | 14 | 1 | 1  | 66 | 11 | +55 | 43  | Qualification to championship play-off |
| 2   | Bradu Borca (Q)           | 16 | 11 | 3 | 2  | 43 | 21 | +22 | 36  | Qualification to championship play-off |
| 3   | Cimentul Bicaz (Q)        | 16 | 10 | 1 | 5  | 47 | 27 | +20 | 31  | Qualification to championship play-off |
| 4   | Victoria Horia (Q)        | 16 | 9  | 3 | 4  | 28 | 21 | +7  | 30  | Qualification to championship play-off |
| 5   | Speranța Răucești         | 16 | 10 | 0 | 6  | 36 | 28 | +8  | 30  |                                        |
| 6   | Voința Ion Creangă        | 16 | 6  | 0 | 10 | 34 | 33 | +1  | 18  |                                        |
| 7   | Moldova Cordun            | 16 | 4  | 3 | 9  | 30 | 64 | −34 | 15  |                                        |
| 8   | Steel Man Târgu Neamț     | 15 | 1  | 1 | 13 | 8  | 47 | −39 | 4   |                                        |
| 9   | Zimbrul Vânători-Neamț    | 15 | 0  | 0 | 15 | 8  | 48 | −40 | 0   |                                        |

1. 1 2  Speranța Răucești–Victoria Horia 0–2; Victoria Horia –Speranța Răucești 1–0.
2. ↑  Steel Man Târgu Neamț withdrew from the championship in the second part of the season and lost all the remaining matches with 0-3.[62]
3. ↑  Zimbrul Vânători-Neamț withdrew from the championship after the first part of the season and lost all the remaining matches with 0-3.[63]

#### Championship play-off
The championship play-off tournament between the best four teams played in a double round-robin tournament and the winner declared county champion and qualify for the  promotion play-off to Liga III. The teams started with half of the points accumulated in the regular season.
| Loc | Echipa                       | MJ | V | E | Î | GM | GP | DG  | Pct | Calificare                          |
| --- | ---------------------------- | -- | - | - | - | -- | -- | --- | --- | ----------------------------------- |
| 1   | Ceahlăul Piatra Neamț (C, Q) | 6  | 4 | 1 | 1 | 14 | 3  | +11 | 35  | Qualification to promotion play-off |
| 2   | Bradu Borca                  | 6  | 4 | 2 | 0 | 12 | 7  | +5  | 32  |                                     |
| 3   | Cimentul Bicaz               | 6  | 1 | 0 | 5 | 11 | 18 | −7  | 19  |                                     |
| 4   | Victoria Horia               | 6  | 1 | 1 | 4 | 10 | 19 | −9  | 19  |                                     |

### Olt
| Loc | Echipa                         | MJ | V  | E | Î  | GM  | GP | DG  | Pct | Calificare sau retrogradare         |
| --- | ------------------------------ | -- | -- | - | -- | --- | -- | --- | --- | ----------------------------------- |
| 1   | Vedița Colonești (C, Q)        | 22 | 20 | 0 | 2  | 103 | 21 | +82 | 60  | Qualification to promotion play-off |
| 2   | Petrolul Potcoava              | 22 | 15 | 1 | 6  | 67  | 30 | +37 | 46  |                                     |
| 3   | Oltul Curtișoara               | 22 | 13 | 3 | 6  | 49  | 25 | +24 | 42  |                                     |
| 4   | Voința Băbiciu                 | 22 | 12 | 3 | 7  | 50  | 27 | +23 | 39  |                                     |
| 5   | Viitorul Grădinile             | 22 | 13 | 0 | 9  | 55  | 54 | +1  | 39  |                                     |
| 6   | Vedea Văleni Nicolae Titulescu | 22 | 11 | 4 | 7  | 75  | 38 | +37 | 37  |                                     |
| 7   | Oltețul Osica                  | 22 | 8  | 2 | 12 | 36  | 70 | −34 | 26  |                                     |
| 8   | Viitorul Osica de Jos          | 22 | 8  | 1 | 13 | 47  | 61 | −14 | 25  |                                     |
| 9   | Viitorul Rusănești             | 22 | 7  | 2 | 13 | 34  | 56 | −22 | 23  |                                     |
| 10  | Olt Scornicești                | 22 | 7  | 1 | 14 | 42  | 69 | −27 | 22  |                                     |
| 11  | Recolta Stoicănești            | 22 | 3  | 5 | 14 | 28  | 73 | −45 | 14  |                                     |
| 12  | Avântul Coteana                | 22 | 3  | 2 | 17 | 19  | 81 | −62 | 11  |                                     |

### Prahova
| Loc | Echipa                       | MJ | V  | E | Î  | GM  | GP  | DG  | Pct | Calificare sau retrogradare         |
| --- | ---------------------------- | -- | -- | - | -- | --- | --- | --- | --- | ----------------------------------- |
| 1   | Blejoi (C, Q)                | 30 | 26 | 3 | 1  | 107 | 21  | +86 | 81  | Qualification to promotion play-off |
| 2   | Păulești                     | 30 | 22 | 4 | 4  | 92  | 27  | +65 | 70  |                                     |
| 3   | Bănești-Urleta               | 30 | 19 | 4 | 7  | 78  | 41  | +37 | 61  |                                     |
| 4   | Petrolistul Boldești         | 30 | 18 | 6 | 6  | 74  | 32  | +42 | 60  |                                     |
| 5   | Teleajenul Vălenii de Munte  | 30 | 17 | 3 | 10 | 62  | 43  | +19 | 54  |                                     |
| 6   | Cornu                        | 30 | 15 | 6 | 9  | 65  | 52  | +13 | 51  |                                     |
| 7   | Avântul Măneciu              | 30 | 15 | 5 | 10 | 71  | 50  | +21 | 50  |                                     |
| 8   | Tricolorul Breaza            | 30 | 14 | 6 | 10 | 60  | 42  | +18 | 48  |                                     |
| 9   | Plopeni                      | 30 | 13 | 3 | 14 | 49  | 50  | −1  | 42  |                                     |
| 10  | Unirea Urlați                | 30 | 12 | 3 | 15 | 41  | 53  | −12 | 39  |                                     |
| 11  | Petrolul '95 Ploiești        | 30 | 10 | 4 | 16 | 45  | 66  | −21 | 34  |                                     |
| 12  | Brebu                        | 30 | 8  | 5 | 17 | 43  | 72  | −29 | 29  |                                     |
| 13  | Mănești 2013 Coada Izvorului | 30 | 6  | 4 | 20 | 40  | 76  | −36 | 22  |                                     |
| 14  | Ceptura                      | 30 | 7  | 1 | 22 | 45  | 111 | −66 | 22  |                                     |
| 15  | Unirea Teleajen Ploiești (R) | 30 | 6  | 3 | 21 | 39  | 102 | −63 | 21  | Relegation to Liga V Prahova        |
| 16  | Măgura Slănic (R)            | 30 | 1  | 2 | 27 | 12  | 85  | −73 | 5   | Relegation to Liga V Prahova        |

1. ↑  Măgura Slănic withdrew from the championship after 15 rounds and lost all the matches from the second part of the season with 0-3.

### Satu Mare
Teams changes from the previous season
| Relegated from Liga III - Recolta Dorolț | Promoted to Liga III - Unirea Tășnad |

| Promoted from Liga V Satu Mare - Dari Lipău (Series A winners) - Voința Babța (Series B winners) | Relegated to Liga V Satu Mare - Victoria Apa (11th place) - Viitorul Vetiș (12th place) |

| Other changes - Luceafărul Decebal withdrew. - FC Certeze was admitted upon request. - Recolta Dorolț II was demoted because the first team, Recolta Dorolț, was relegated from Liga III. |

| Loc | Echipa                      | MJ | V  | E | Î  | GM | GP | DG  | Pct | Calificare sau retrogradare         |
| --- | --------------------------- | -- | -- | - | -- | -- | -- | --- | --- | ----------------------------------- |
| 1   | Energia Negrești-Oaș (C, Q) | 20 | 15 | 3 | 2  | 52 | 19 | +33 | 48  | Qualification to promotion play-off |
| 2   | Crasna Moftinu Mic          | 20 | 14 | 5 | 1  | 50 | 13 | +37 | 47  |                                     |
| 3   | Știința Beltiug             | 20 | 14 | 2 | 4  | 59 | 35 | +24 | 44  |                                     |
| 4   | Talna Orașu Nou             | 20 | 12 | 1 | 7  | 58 | 28 | +30 | 37  |                                     |
| 5   | Victoria Carei              | 20 | 10 | 2 | 8  | 40 | 29 | +11 | 32  |                                     |
| 6   | Recolta Dorolț              | 20 | 8  | 6 | 6  | 42 | 26 | +16 | 30  |                                     |
| 7   | Turul Micula                | 20 | 7  | 7 | 6  | 53 | 35 | +18 | 28  |                                     |
| 8   | Voința Babța                | 20 | 8  | 2 | 10 | 49 | 48 | +1  | 26  |                                     |
| 9   | Voința Doba                 | 20 | 4  | 1 | 15 | 33 | 75 | −42 | 13  |                                     |
| 10  | Certeze                     | 20 | 2  | 2 | 16 | 18 | 82 | −64 | 8   |                                     |
| 11  | Dari Lipău                  | 20 | 0  | 1 | 19 | 10 | 74 | −64 | 1   |                                     |

### Sălaj
Teams changes from the previous season
| Relegated from Liga III | Promoted to Liga III |

| Promoted from Liga V Sălaj - Olimpia Rus (East Series winners) - Unirea Hereclean (West Series runners-up) | Relegated to Liga V Sălaj - Inter Pericei (15th place) - Gloria Bobota (16th place, withdrew) |

| Other changes - Olimpia Rus and Unirea Hereclean declined promotion. |

| Loc | Echipa                    | MJ | V  | E | Î  | GM  | GP  | DG   | Pct | Calificare sau retrogradare         |
| --- | ------------------------- | -- | -- | - | -- | --- | --- | ---- | --- | ----------------------------------- |
| 1   | Unirea Mirșid (C, Q)      | 26 | 23 | 1 | 2  | 144 | 27  | +117 | 70  | Qualification to promotion play-off |
| 2   | Rapid Jibou               | 26 | 23 | 0 | 3  | 137 | 33  | +104 | 69  |                                     |
| 3   | Dumbrava Gâlgău Almașului | 26 | 22 | 2 | 2  | 132 | 24  | +108 | 68  |                                     |
| 4   | Barcău Nușfalău           | 26 | 16 | 2 | 8  | 114 | 51  | +63  | 50  |                                     |
| 5   | Sportul Șimleu Silvaniei  | 26 | 14 | 3 | 9  | 91  | 53  | +38  | 45  |                                     |
| 6   | Real Crișeni              | 26 | 14 | 0 | 12 | 73  | 53  | +20  | 42  |                                     |
| 7   | Crasna                    | 26 | 10 | 5 | 11 | 57  | 77  | −20  | 35  |                                     |
| 8   | Olimpic Bocșa             | 26 | 11 | 1 | 14 | 68  | 95  | −27  | 34  |                                     |
| 9   | Cetatea Buciumi           | 26 | 6  | 5 | 15 | 54  | 67  | −13  | 23  |                                     |
| 10  | Benfica Ileanda           | 26 | 5  | 8 | 13 | 44  | 85  | −41  | 23  |                                     |
| 11  | Silvania Cehu Silvaniei   | 26 | 6  | 4 | 16 | 48  | 102 | −54  | 22  |                                     |
| 12  | Flacara Halmâșd           | 26 | 6  | 4 | 16 | 41  | 102 | −61  | 22  |                                     |
| 13  | Chieșd (R)                | 26 | 6  | 1 | 19 | 44  | 125 | −81  | 19  | Relegation to Liga V Sălaj          |
| 14  | Hida (R)                  | 26 | 1  | 2 | 23 | 31  | 184 | −153 | 5   | Relegation to Liga V Sălaj          |

### Sibiu
Teams changes from the previous season
| Relegated from Liga III | Promoted to Liga III - FC Avrig |

| Promoted from Liga V Sibiu - Spicul Șeica Mare (Sibiu Series I winners) - Corsav Veștem (Sibiu Series II winners) - AS Copșa Mică (Mediaș Series I winners) - Stăruința Laslea (Mediaș Series II winners) | Relegated to Liga V Sibiu - Sion Săliște (14th place) - Continental Sibiu (15th place) |

| Other changes - FC Hermannstadt II was enrolled upon request in Liga III. - Corsav Veștem and Stăruința Laslea declined promotion. - AS Bradu was admitted upon request. |

| Loc | Echipa                    | MJ | V  | E | Î  | GM  | GP  | DG  | Pct | Calificare sau retrogradare         |
| --- | ------------------------- | -- | -- | - | -- | --- | --- | --- | --- | ----------------------------------- |
| 1   | Păltiniș Rășinari (C, Q)  | 26 | 24 | 1 | 1  | 114 | 27  | +87 | 73  | Qualification to promotion play-off |
| 2   | Viitorul Șelimbăr         | 26 | 21 | 3 | 2  | 100 | 19  | +81 | 66  |                                     |
| 3   | Unirea Miercurea Sibiului | 26 | 15 | 6 | 5  | 76  | 38  | +38 | 51  |                                     |
| 4   | Măgura Cisnădie           | 26 | 14 | 5 | 7  | 69  | 34  | +35 | 47  |                                     |
| 5   | Sparta Mediaș             | 26 | 14 | 1 | 11 | 78  | 65  | +13 | 43  |                                     |
| 6   | Agnita                    | 26 | 13 | 2 | 11 | 59  | 53  | +6  | 41  |                                     |
| 7   | Progresul Terezian Sibiu  | 26 | 11 | 3 | 12 | 67  | 73  | −6  | 36  |                                     |
| 8   | Voința Sibiu              | 26 | 11 | 2 | 13 | 59  | 76  | −17 | 35  |                                     |
| 9   | Bradu                     | 26 | 10 | 3 | 13 | 56  | 66  | −10 | 33  |                                     |
| 10  | Spicul Șeica Mare         | 26 | 10 | 2 | 14 | 52  | 61  | −9  | 32  |                                     |
| 11  | Copșa Mică                | 26 | 7  | 6 | 13 | 59  | 78  | −19 | 27  |                                     |
| 12  | Tălmaciu (R)              | 26 | 4  | 5 | 17 | 38  | 71  | −33 | 17  | Relegation to Liga V Sibiu          |
| 13  | ASA Sibiu (R)             | 26 | 5  | 0 | 21 | 49  | 136 | −87 | 15  | Relegation to Liga V Sibiu          |
| 14  | Athletic Șura Mare (R)    | 26 | 3  | 1 | 22 | 43  | 122 | −79 | 10  | Relegation to Liga V Sibiu          |

### Suceava
Teams changes from the previous season
| Relegated from Liga III | Promoted to Liga III - Bucovina Rădăuți |

| Promoted from Liga V Suceava - Releul Mihoveni (Series I winners) - Voința Zvoriștea (Series II winners) - Dorna Vatra Dornei (Series III winners) | Relegated to Liga V Suceava - Bradul Putna (13th place) - Avântul Volovăț (14th place) |

| Other changes - Releul Mihoveni, Voința Zvoriștea and Dorna Vatra Dornei declined promotion. - Forestierul Frumosu withdrew. - Siretul Dolhasca, Juniorul Suceava, Zimbrul Siret and FC Pojorâta were admitted upon request. |

| Loc | Echipa                    | MJ | V  | E | Î  | GM  | GP  | DG   | Pct | Calificare sau retrogradare         |
| --- | ------------------------- | -- | -- | - | -- | --- | --- | ---- | --- | ----------------------------------- |
| 1   | Șomuz Fălticeni (C, Q)    | 26 | 21 | 2 | 3  | 107 | 21  | +86  | 65  | Qualification to promotion play-off |
| 2   | Viitorul Liteni           | 26 | 19 | 2 | 5  | 80  | 29  | +51  | 59  |                                     |
| 3   | Progresul Frătăuții Vechi | 26 | 17 | 2 | 7  | 67  | 23  | +44  | 53  |                                     |
| 4   | Siretul Dolhasca          | 26 | 16 | 3 | 7  | 74  | 45  | +29  | 51  |                                     |
| 5   | Juniorul Suceava          | 26 | 14 | 6 | 6  | 61  | 34  | +27  | 48  |                                     |
| 6   | Zimbrul Siret             | 26 | 11 | 5 | 10 | 42  | 47  | −5   | 38  |                                     |
| 7   | Victoria Vatra Moldoviței | 26 | 11 | 5 | 10 | 46  | 53  | −7   | 38  |                                     |
| 8   | Șomuzul Preutești         | 26 | 11 | 4 | 11 | 56  | 51  | +5   | 37  |                                     |
| 9   | Pojorâta                  | 26 | 10 | 2 | 14 | 56  | 54  | +2   | 32  |                                     |
| 10  | Moldova Drăgușeni         | 26 | 9  | 4 | 13 | 52  | 47  | +5   | 31  |                                     |
| 11  | Foresta Suceava II        | 26 | 8  | 1 | 17 | 36  | 67  | −31  | 25  |                                     |
| 12  | Stejarul Cajvana          | 26 | 7  | 1 | 18 | 43  | 80  | −37  | 22  |                                     |
| 13  | Gura Humorului (R)        | 26 | 3  | 4 | 19 | 24  | 76  | −52  | 13  | Relegation to Liga V Suceava        |
| 14  | Recolta Fântânele (R)     | 26 | 4  | 1 | 21 | 28  | 145 | −117 | 13  | Relegation to Liga V Suceava        |

### Teleorman
Teams changes from the previous season
| Relegated from Liga III | Promoted to Liga III - Voința Saelele |

| Promoted from Liga V Teleorman - FCM Alexandria II (Series I runners-up) - Viitorul Butești (Series I 3rd place, PO winner) - Gloria Frumoasa (Series II winner) | Relegated to Liga V Teleorman - Unirea Brânceni (9th place, withdrew) - CS Nanov (15th place) |

| Other changes - CS Nanov was spared from relegation. - Gloria Frumoasa gave up its spot to Dunărea Zimnicea. |

| Loc | Echipa                     | MJ | V  | E | Î  | GM  | GP  | DG   | Pct | Calificare sau retrogradare         |
| --- | -------------------------- | -- | -- | - | -- | --- | --- | ---- | --- | ----------------------------------- |
| 1   | Rapid Buzescu (C, Q)       | 28 | 24 | 3 | 1  | 136 | 23  | +113 | 75  | Qualification to promotion play-off |
| 2   | Astra Plosca               | 28 | 19 | 4 | 5  | 73  | 34  | +39  | 61  |                                     |
| 3   | Dunărea Zimnicea           | 28 | 16 | 7 | 5  | 78  | 43  | +35  | 55  |                                     |
| 4   | Metalul Peretu             | 28 | 16 | 5 | 7  | 76  | 52  | +24  | 53  |                                     |
| 5   | Atletic Orbeasca           | 28 | 14 | 7 | 7  | 89  | 57  | +32  | 49  |                                     |
| 6   | Drăgănești-Vlașca          | 28 | 14 | 5 | 9  | 65  | 49  | +16  | 47  |                                     |
| 7   | Ajax Botoroaga             | 28 | 14 | 6 | 8  | 91  | 56  | +35  | 44  |                                     |
| 8   | Unirea Țigănești           | 28 | 13 | 3 | 12 | 83  | 51  | +32  | 42  |                                     |
| 9   | Alexandria II              | 28 | 12 | 3 | 13 | 71  | 78  | −7   | 39  |                                     |
| 10  | Seaca                      | 28 | 12 | 5 | 11 | 79  | 72  | +7   | 37  |                                     |
| 11  | Avântul Bragadiru          | 28 | 9  | 2 | 17 | 69  | 79  | −10  | 29  |                                     |
| 12  | Nanov                      | 28 | 8  | 3 | 17 | 47  | 95  | −48  | 27  |                                     |
| 13  | Viitorul Butești           | 28 | 5  | 3 | 20 | 48  | 118 | −70  | 18  |                                     |
| 14  | Tineretul Siliștea (R)     | 28 | 1  | 5 | 22 | 36  | 111 | −75  | 8   | Relegation to Liga V Teleorman      |
| 15  | Unirea Petrolul Videle (R) | 28 | 2  | 1 | 25 | 54  | 177 | −123 | 3   | Relegation to Liga V Teleorman      |
| 16  | Viață Nouă Olteni (R)      | 0  | 0  | 0 | 0  | 0   | 0   | 0    | 0   | Withdrew                            |

1. ↑  Avântul Stejaru, the winner of Series I, was not eligible for promotion.
2. ↑  Viitorul Butești defeated Victoria Lunca 2–1, the runner-up of Series II, in the promotion play-off.
3. 1 2 3  Ajax Botoroaga, Seaca and Unirea Petrolul Videle were deducted 4 points.
4. ↑  Viață Nouă Olteni withdrew from the championship before the start of the season.[72]

### Timiș
Teams changes from the previous season
| Relegated from Liga III | Promoted to Liga III - CS Ghiroda |

| Promoted from Liga V Timiș - Unirea Tomnatic (Series I winners) - ASO Deta (Series II winners) - FC Bazoșu Vechi (Series III winners) | Relegated to Liga V Timiș - Unirea Banloc (17th place) - Marcel Băban Jimbolia (18th place, withdrew) |

| Other changes - AS Murani was renamed ACS Carani Murani. - Arsenal Flacăra Făget was renamed CSO Făget. |

| Loc | Echipa                 | MJ | V  | E  | Î  | GM  | GP  | DG   | Pct | Calificare sau retrogradare         |
| --- | ---------------------- | -- | -- | -- | -- | --- | --- | ---- | --- | ----------------------------------- |
| 1   | Dumbrăvița (C, Q)      | 34 | 28 | 5  | 1  | 125 | 25  | +100 | 89  | Qualification to promotion play-off |
| 2   | Timișul Șag            | 34 | 20 | 3  | 11 | 71  | 51  | +20  | 63  |                                     |
| 3   | Deta                   | 34 | 18 | 7  | 9  | 87  | 53  | +34  | 61  |                                     |
| 4   | Unirea Sânnicolau Mare | 34 | 17 | 7  | 10 | 67  | 39  | +28  | 58  |                                     |
| 5   | Pobeda Dudeștii Vechi  | 34 | 18 | 4  | 12 | 82  | 66  | +16  | 58  |                                     |
| 6   | Cocoșul Orțișoara      | 34 | 13 | 9  | 12 | 66  | 52  | +14  | 48  |                                     |
| 7   | Voința Mașloc          | 34 | 13 | 8  | 13 | 59  | 63  | −4   | 47  |                                     |
| 8   | Unirea Tomnatic        | 34 | 13 | 7  | 14 | 70  | 66  | +4   | 46  |                                     |
| 9   | Progresul Ciacova      | 34 | 13 | 6  | 15 | 48  | 63  | −15  | 45  |                                     |
| 10  | Peciu Nou              | 34 | 11 | 10 | 13 | 68  | 77  | −9   | 43  |                                     |
| 11  | Seceani                | 34 | 11 | 9  | 14 | 58  | 87  | −29  | 42  |                                     |
| 12  | Avântul Periam         | 34 | 13 | 2  | 19 | 55  | 70  | −15  | 41  |                                     |
| 13  | Bazoșu Vechi           | 34 | 10 | 10 | 14 | 71  | 75  | −4   | 40  |                                     |
| 14  | Lugoj II               | 34 | 12 | 4  | 18 | 68  | 87  | −19  | 40  |                                     |
| 15  | Carani Murani          | 34 | 11 | 7  | 16 | 74  | 106 | −32  | 40  |                                     |
| 16  | Făget                  | 34 | 9  | 6  | 19 | 58  | 86  | −28  | 33  | Spared from relegation              |
| 17  | Voința Biled (R)       | 34 | 8  | 8  | 18 | 63  | 99  | −36  | 32  | Relegation to Liga V Timiș          |
| 18  | Progresul Gătaia (R)   | 34 | 7  | 10 | 17 | 54  | 79  | −25  | 31  | Relegation to Liga V Timiș          |

1. ↑  Făget was spared from relegation due to the promotion of Dumbrăvița in Liga III.

### Tulcea
Teams changes from the previous season
| Relegated from Liga III | Promoted to Liga III |

| Other changes - Izbânda Mihail Kogălniceanu was renamed Flacăra Mihail Kogălniceanu. - Racheta Dăeni was renamed AS Dăeni. - Săgeata Stejaru was admitted upon request. - Delta Stars Tulcea, Hamangia Baia, Heracleea Enisala, Viitorul Frecăței, Triumful Turda and Tractorul Horia withdrew. |

Series A
| Loc | Echipa                    | MJ | V | E | Î | GM | GP | DG  | Pct | Calificare sau retrogradare            |
| --- | ------------------------- | -- | - | - | - | -- | -- | --- | --- | -------------------------------------- |
| 1   | Șoimii Topolog            | 12 | 8 | 3 | 1 | 53 | 25 | +28 | 27  | Qualification to championship play-off |
| 2   | Arrubium Măcin            | 12 | 7 | 1 | 4 | 48 | 24 | +24 | 22  | Qualification to championship play-off |
| 3   | Luceafărul Slava Cercheză | 12 | 6 | 2 | 4 | 34 | 24 | +10 | 20  | Qualification to championship play-off |
| 4   | Triumf Cerna              | 12 | 6 | 1 | 5 | 39 | 25 | +14 | 19  | Qualification to championship play-off |
| 5   | Beroe Ostrov              | 12 | 4 | 1 | 7 | 13 | 52 | −39 | 13  |                                        |
| 6   | Național Somova           | 12 | 3 | 3 | 6 | 22 | 38 | −16 | 12  |                                        |
| 7   | Sarica Niculițel          | 12 | 2 | 1 | 9 | 31 | 52 | −21 | 7   |                                        |
| 8   | Dăeni (D)                 | 0  | 0 | 0 | 0 | 0  | 0  | 0   | 0   | Withdrew                               |

1. ↑  Dăeni withdrew in the first half and all its results were canceled.

Series B
| Loc | Echipa                      | MJ | V  | E | Î  | GM  | GP  | DG   | Pct | Calificare sau retrogradare            |
| --- | --------------------------- | -- | -- | - | -- | --- | --- | ---- | --- | -------------------------------------- |
| 1   | Pescărușul Sarichioi        | 14 | 11 | 2 | 1  | 112 | 14  | +98  | 35  | Qualification to championship play-off |
| 2   | Săgeata Stejaru             | 14 | 10 | 2 | 2  | 57  | 22  | +35  | 32  | Qualification to championship play-off |
| 3   | Delta Aegyssus Tulcea       | 14 | 9  | 3 | 2  | 78  | 19  | +59  | 30  | Qualification to championship play-off |
| 4   | Flacăra Mihail Kogălniceanu | 14 | 8  | 2 | 4  | 52  | 24  | +28  | 26  | Qualification to championship play-off |
| 5   | Granitul Babadag            | 14 | 6  | 1 | 7  | 34  | 57  | −23  | 19  |                                        |
| 6   | Egreta Sabangia             | 14 | 4  | 0 | 10 | 31  | 70  | −39  | 12  |                                        |
| 7   | Laguna Ceamurlia de Jos     | 14 | 2  | 1 | 11 | 18  | 75  | −57  | 7   |                                        |
| 8   | Gloria Agighiol             | 14 | 0  | 1 | 13 | 9   | 110 | −101 | 1   |                                        |

Championship play-off 
| Loc | Echipa                      | MJ | V  | E | Î | GM | GP | DG  | Pct | Calificare                          |
| --- | --------------------------- | -- | -- | - | - | -- | -- | --- | --- | ----------------------------------- |
| 1   | Pescărușul Sarichioi (C, Q) | 12 | 10 | 1 | 1 | 47 | 14 | +33 | 31  | Qualification to promotion play-off |
| 2   | Delta Aegyssus Tulcea       | 12 | 8  | 2 | 2 | 39 | 16 | +23 | 26  |                                     |
| 3   | Flacăra Mihail Kogălniceanu | 12 | 5  | 1 | 6 | 18 | 23 | −5  | 16  |                                     |
| 4   | Șoimii Topolog              | 12 | 5  | 0 | 7 | 25 | 27 | −2  | 15  |                                     |
| 5   | Săgeata Stejaru             | 12 | 5  | 0 | 7 | 22 | 27 | −5  | 15  |                                     |
| 6   | Luceafărul Slava Cercheză   | 12 | 3  | 2 | 7 | 17 | 37 | −20 | 11  |                                     |
| 7   | Triumf Cerna                | 12 | 3  | 0 | 9 | 21 | 45 | −24 | 9   |                                     |
| 8   | Arrubium Măcin (D)          | 0  | 0  | 0 | 0 | 0  | 0  | 0   | 0   | Withdrew                            |

1. ↑  Arrubium Măcin withdrew in the first half of the play-off and all its results were canceled.

### Vaslui
Teams changes from the previous season
| Relegated from Liga III | Promoted to Liga III |

| Promoted from Liga V Vaslui - Flacăra Muntenii de Sus (winners) - Racova Pușcași (runners-up) - Star Tătărani (3rd place) | Relegated to Liga V Vaslui - Unirea Banca (9th place) - Flacăra Murgeni (10th place) |

| Other changes - Pajura Huși withdrew. - Hușana Huși and FDR Tutova were admitted upon request. |

| Loc | Echipa                  | MJ | V  | E | Î  | GM | GP  | DG  | Pct | Calificare sau retrogradare            |
| --- | ----------------------- | -- | -- | - | -- | -- | --- | --- | --- | -------------------------------------- |
| 1   | FC Vaslui               | 22 | 18 | 3 | 1  | 83 | 22  | +61 | 57  | Qualification to championship play-off |
| 2   | Hușana Huși             | 22 | 16 | 3 | 3  | 50 | 19  | +31 | 51  | Qualification to championship play-off |
| 3   | Flacăra Muntenii de Sus | 22 | 14 | 4 | 4  | 44 | 24  | +20 | 46  | Qualification to championship play-off |
| 4   | Gârceni                 | 22 | 12 | 4 | 6  | 59 | 28  | +31 | 40  | Qualification to championship play-off |
| 5   | Vitis Șuletea           | 22 | 13 | 1 | 8  | 67 | 46  | +21 | 40  | Qualification to championship play-off |
| 6   | Sporting Bârlad         | 22 | 10 | 3 | 9  | 57 | 42  | +15 | 33  | Qualification to championship play-off |
| 7   | Atletic Bârlad          | 22 | 8  | 6 | 8  | 50 | 34  | +16 | 30  | Qualification to championship play-off |
| 8   | Racova Pușcași          | 22 | 7  | 5 | 10 | 45 | 45  | 0   | 26  | Qualification to championship play-off |
| 9   | Juventus Fălciu (O)     | 22 | 7  | 4 | 11 | 39 | 44  | −5  | 25  | Qualification to relegation play-out   |
| 10  | Star Tătărani (R)       | 22 | 5  | 1 | 16 | 50 | 79  | −29 | 16  | Qualification to relegation play-out   |
| 11  | Multim Perieni (R)      | 22 | 4  | 0 | 18 | 30 | 99  | −69 | 12  | Qualification to relegation play-out   |
| 12  | FDR Tutova (R)          | 22 | 1  | 0 | 21 | 18 | 110 | −92 | 3   | Relegation to Liga V Vaslui            |

1. ↑  FDR Tutova withdrew during the winter break, lost all remaining matches 0–3, and were relegated.[78]

Relegation play-out 
First round
| Echipa 1      | Scor | Echipa 2       |
| ------------- | ---- | -------------- |
| Star Tătărani | w/o  | Multim Perieni |

Second round
| Echipa 1        | Scor | Echipa 2       |
| --------------- | ---- | -------------- |
| Juventus Fălciu | 4–0  | Multim Perieni |

Promotion/relegation play-off
The losers of the second round of the Liga IV relegation play-out faced the 3rd-placed team from Liga V Vaslui.
| Echipa 1        | Scor | Echipa 2       |
| --------------- | ---- | -------------- |
| Moara Domnească | 5–1  | Multim Perieni |

Championship play-off 
Quarter-finals
| Echipa 1                | Scor     | Echipa 2        |
| ----------------------- | -------- | --------------- |
| FC Vaslui               | 4–0      | Racova Pușcași  |
| Hușana Huși             | 3–1 d.p. | Atletic Bârlad  |
| Flacăra Muntenii de Sus | 5–2      | Sporting Bârlad |
| Gârceni                 | 2–1      | Vitis Șuletea   |

Semi-finals
| Echipa 1    | Scor     | Echipa 2                |
| ----------- | -------- | ----------------------- |
| Hușana Huși | 0–1d.p.  | Flacăra Muntenii de Sus |
| FC Vaslui   | 1–2 d.p. | Gârceni                 |

Final
| Echipa 1                | Scor | Echipa 2 |
| ----------------------- | ---- | -------- |
| Flacăra Muntenii de Sus | 2–1  | Gârceni  |

Flacăra Muntenii de Sus won the Liga IV Vaslui County and qualify to promotion play-off in Liga III.

### Vâlcea
Teams changes from the previous season
| Relegated from Liga III | Promoted to Liga III |

| Promoted from Liga V Vâlcea - Chimia 2012 Râmnicu Vâlcea (East Series winners) - Stejarul Vlădești (East Series runners-up, P/R PO winners) - Oltețul Alunu (West Series winners) - Oltețul Bălcești (West Series runners-up, P/R PO winners) | Relegated to Liga V Vâlcea - Lotru Brezoi (9th place, P/R PO losers) - Minerul Costești (10th place, P/R PO losers) - FC Păușești Otăsău (11th place)) |

| Other changes - Chimia 2012 Râmnicu Vâlcea and Stejarul Vlădești declined promotion. - Posada Perișani withdrew. - Lotru Brezoi and Minerul Costești were spared from relegation. - CSM Râmnicu Vâlcea withdrew from Liga II and was subsequently reorganized as SCM Râmnicu Vâlcea, enrolling in Liga IV upon request. |

| Loc | Echipa                 | MJ | V  | E | Î  | GM  | GP  | DG   | Pct | Calificare sau retrogradare           |
| --- | ---------------------- | -- | -- | - | -- | --- | --- | ---- | --- | ------------------------------------- |
| 1   | Flacăra Horezu (C, Q)  | 32 | 31 | 1 | 0  | 164 | 29  | +135 | 94  | Qualification to promotion play-off   |
| 2   | Viitorul Dăești        | 32 | 25 | 3 | 4  | 129 | 26  | +103 | 78  |                                       |
| 3   | Cozia Călimănești      | 32 | 24 | 3 | 5  | 122 | 34  | +88  | 75  |                                       |
| 4   | Voința Orlești         | 32 | 13 | 4 | 15 | 83  | 73  | +10  | 43  |                                       |
| 5   | Băbeni                 | 32 | 13 | 4 | 15 | 106 | 92  | +14  | 43  |                                       |
| 6   | Unirea Tomșani         | 32 | 11 | 2 | 19 | 72  | 106 | −34  | 35  |                                       |
|     |                        |    |    |   |    |     |     |      |     |                                       |
| 7   | Oltețul Alunu          | 30 | 14 | 3 | 13 | 81  | 90  | −9   | 45  |                                       |
| 8   | Minerul Costești       | 30 | 13 | 1 | 16 | 73  | 90  | −17  | 40  |                                       |
| 9   | Mădulari (R)           | 30 | 10 | 3 | 17 | 83  | 116 | −33  | 33  | Qualification to relegation play-offs |
| 10  | SCM Râmnicu Vâlcea (O) | 30 | 8  | 2 | 20 | 79  | 153 | −74  | 26  | Qualification to relegation play-offs |
| 11  | Oltețul Bălcești (R)   | 30 | 4  | 2 | 24 | 41  | 133 | −92  | 14  | Relegation to Liga V Vâlcea           |
| 12  | Lotru Brezoi (R)       | 22 | 1  | 2 | 19 | 23  | 114 | −91  | 5   | Relegation to Liga V Vâlcea           |

1. ↑  Teams are split into two groups (play-off and play-out) after each have played 22 matches.
2. ↑  Lotru Brezoi withdrew from the championship play-out.[81]

Promotion/relegation play-offs 
The 9th- and 10th-placed teams of Liga IV Vâlcea face the 2nd-placed teams in the two series of Liga V Vâlcea.
| Echipa 1                  | Scor | Echipa 2           |
| ------------------------- | ---- | ------------------ |
| AS Râmnicu Vâlcea         | 4–2  | Mădulari           |
| Cavalerul Trac Cernișoara | 1–2  | SCM Râmnicu Vâlcea |

### Vrancea
Teams changes from the previous season
| Relegated from Liga III | Promoted to Liga III - CSM Focșani |

| Promoted from Liga V Vrancea - Sportul Ciorăști (winner) - FC Panciu (runners-up) | Relegated to Liga V Vrancea - Voința Slobozia Ciorăști (11th place) - Voința Pufești (12th place) |

| Other changes - ACS Odobești withdrew. - Euromania Dumbrăveni was renamed CSC Dumbrăveni. - Unirea Milcovul, Flacăra Urechești, Podgoria Cotești, Gloria Răcoasa, Săgeata Biliești, CS Jariștea, Mausoleul Mărășești and ACS Homocea were admitted on request. |

Group A
| Loc | Echipa               | MJ | V | E | Î | GM | GP | DG  | Pct | Calificare                                      |
| --- | -------------------- | -- | - | - | - | -- | -- | --- | --- | ----------------------------------------------- |
| 1   | Sportul Ciorăști (Q) | 10 | 8 | 0 | 2 | 55 | 12 | +43 | 24  | Qualification to championship play-off          |
| 2   | Voința Cârligele (Q) | 10 | 7 | 0 | 3 | 26 | 18 | +8  | 21  | Qualification to championship play-off          |
| 3   | Victoria Gugești (O) | 10 | 7 | 0 | 3 | 47 | 19 | +28 | 21  | Possible qualification to championship play-off |
| 4   | Flacăra Urechești    | 10 | 2 | 2 | 6 | 19 | 38 | −19 | 8   |                                                 |
| 5   | Podgoria Cotești     | 10 | 2 | 1 | 7 | 12 | 42 | −30 | 7   |                                                 |
| 6   | Săgeata Biliești     | 10 | 2 | 1 | 7 | 19 | 49 | −30 | 7   |                                                 |

Group B
| Loc | Echipa                | MJ | V | E | Î | GM | GP | DG  | Pct | Calificare                                      |
| --- | --------------------- | -- | - | - | - | -- | -- | --- | --- | ----------------------------------------------- |
| 1   | Dumbrăveni (Q)        | 10 | 9 | 0 | 1 | 33 | 6  | +27 | 27  | Qualification to championship play-off          |
| 2   | Tractorul Nănești (Q) | 10 | 6 | 1 | 3 | 22 | 14 | +8  | 19  | Qualification to championship play-off          |
| 3   | Național Golești (O)  | 10 | 6 | 1 | 3 | 27 | 20 | +7  | 19  | Possible qualification to championship play-off |
| 4   | Unirea Milcovul       | 10 | 2 | 2 | 6 | 17 | 30 | −13 | 8   |                                                 |
| 5   | Dinamo Tătăranu       | 10 | 2 | 2 | 6 | 14 | 26 | −12 | 8   |                                                 |
| 6   | Jariștea              | 10 | 0 | 4 | 6 | 19 | 36 | −17 | 4   |                                                 |

Group C
| Loc | Echipa                  | MJ | V  | E | Î  | GM | GP | DG  | Pct | Calificare                                      |
| --- | ----------------------- | -- | -- | - | -- | -- | -- | --- | --- | ----------------------------------------------- |
| 1   | Mausoleul Mărășești (Q) | 10 | 10 | 0 | 0  | 56 | 13 | +43 | 30  | Qualification to championship play-off          |
| 2   | Panciu (Q)              | 10 | 6  | 1 | 3  | 25 | 24 | +1  | 19  | Qualification to championship play-off          |
| 3   | Unirea Țifești          | 10 | 5  | 1 | 4  | 23 | 16 | +7  | 16  | Possible qualification to championship play-off |
| 4   | Adjud                   | 10 | 4  | 0 | 6  | 26 | 19 | +7  | 12  |                                                 |
| 5   | Homocea                 | 10 | 4  | 0 | 6  | 24 | 25 | −1  | 12  |                                                 |
| 6   | Gloria Răcoasa          | 10 | 0  | 0 | 10 | 8  | 65 | −57 | 0   |                                                 |

Possible qualification to championship play-off 
At the end of the regular season, a special table was created for the 3rd-placed teams from the three series. The best two teams in this table qualified for the championship play-off. In this ranking, only the points earned against the first and second-placed teams in their respective series were taken into account.
| Loc | Echipa               | MJ | V | E | Î | GM | GP | DG  | Pct | Calificare                             |
| --- | -------------------- | -- | - | - | - | -- | -- | --- | --- | -------------------------------------- |
| 1   | Victoria Gugești (Q) | 10 | 7 | 0 | 3 | 47 | 19 | +28 | 21  | Qualification to championship play-off |
| 2   | Național Golești (Q) | 10 | 6 | 1 | 3 | 27 | 20 | +7  | 19  | Qualification to championship play-off |
| 3   | Unirea Țifești       | 10 | 5 | 1 | 4 | 23 | 16 | +7  | 16  |                                        |

Championship play-off 
| Loc | Echipa                  | MJ | V  | E | Î  | GM | GP | DG  | Pct | Calificare                          |
| --- | ----------------------- | -- | -- | - | -- | -- | -- | --- | --- | ----------------------------------- |
| 1   | Sportul Ciorăști (C, Q) | 14 | 11 | 3 | 0  | 55 | 12 | +43 | 36  | Qualification to promotion play-off |
| 2   | Național Golești        | 14 | 8  | 4 | 2  | 41 | 16 | +25 | 28  |                                     |
| 3   | Mausoleul Mărășești     | 14 | 8  | 2 | 4  | 33 | 24 | +9  | 26  |                                     |
| 4   | Victoria Gugești        | 14 | 6  | 2 | 6  | 24 | 37 | −13 | 20  |                                     |
| 5   | Voința Cârligele        | 14 | 4  | 3 | 7  | 24 | 38 | −14 | 15  |                                     |
| 6   | Dumbrăveni              | 14 | 3  | 4 | 7  | 22 | 39 | −17 | 13  |                                     |
| 7   | Tractorul Nănești       | 14 | 3  | 1 | 10 | 19 | 36 | −17 | 10  |                                     |
| 8   | Panciu                  | 14 | 3  | 1 | 10 | 14 | 30 | −16 | 10  |                                     |